# Розалінд Франклін
Розалі́нд Е́лсі Фра́нклін (англ. Rosalind Elsie Franklin; 25 липня 1920 — 16 квітня 1958) — британська вчена, біофізикиня і кристалографиня, яка зробила важливий внесок в розуміння молекулярної структури ДНК, вірусів, вугілля і графіту. Франклін була фахівчинею з рентгенівського структурного аналізу кристалізованих макромолекул. Найважливішим результатом її досліджень є математичний аналіз рентгенівських дифракційних картин дезоксирибонуклеїнової кислоти, що став передумовою для з'ясування структури подвійної спіралі ДНК. Її дослідницька стаття на цю тему, опублікована разом із докторантом Реймондом Гослінгом у квітні 1953 року, стала основою для паралельної статті Джеймса Вотсона та Френсіса Кріка про структуру ДНК. Хоча дослідження Франклін лягли в основу розшифровки ДНК Вотсоном і Кріком, за що вони отримали Нобелівську премію 1962 року, ні Франклін, ні Гослінг не отримали визнання за свій внесок. Пізніше Франклін керувала роботами з дослідження вірусу тютюнової мозаїки та вірусу поліомієліту.
За чотири роки до отримання колегами Нобелівської премії, 1958 року, Франклін померла у віці 37 років від пневмонії і раку яєчника, який, ймовірно, був спричинений впливом рентгенівських променів під час її досліджень.

## Раннє життя та навчання

### Сім'я та ранні роки (1920—1930)
Франклін народилась 1920 року в Ноттінг Хіллі, Лондон, у багатій та впливовій британській єврейській родині. Батько — Елліс Артур Франклін (1894—1964) — лондонський банкір та купець. Мати — Мюріел Френсіс Велі (1894—1976). Батьки надавали великого значення ретельному навчанню в школі та загальній освіті своїх п'ятьох дітей. Її старший брат Девід народився 1919 року, молодші брати Колін — 1923 року і Роланд — 1926 року. Її сестра Дженніфер народилася 1929 року, коли Розалінд було дев'ять років. Її дядько Герберт Семуель у 1916 році був міністром внутрішніх справ та став першим євреєм, який працював в британському кабінеті міністрів, а також першим Верховним комісаром Палестини.
Франкліни багато подорожували зі своїми дітьми та, що було незвично для того часу, також виїжджали за кордон. Їхня донька Розалінд насолоджувалася цими подорожами, та з шести років виявляла жвавий інтерес до науки. У листі тітка Розалінд Меймі Бентвіч описувала, як сім'я Елліса Франкліна проводила канікули, і писала про шестирічну дівчинку: «Розалінд страшенно розумна — вона проводить весь свій час за арифметикою заради чистого задоволення, і її розрахунки завжди правильні».

### Рання наукова підготовка (1930—1938)
Сім'я Франклін була тісно пов'язана з коледжем для робітників, в якому батько Розалінд, Елліс Франклін, викладав електрику, магнетизм й історію Першої світової війни, а пізніше став у ній заступником директора.
Школи, які Елліс і Мюріель Франклін обрали для доньки, підтримували любов до науки. Розалінд провела два роки в школі-інтернаті для дівчат на узбережжі Ла-Маншу і з особливим ентузіазмом ставилася до уроків природничих наук. З січня 1932 року вона відвідувала школу для дівчат Святого Павла, філософія якої полягала в тому, щоб підготувати кожну дівчину до кар'єри, і яка підкреслювала важливість того, щоб дівчата ставили перед собою цілі, не пов'язані зі шлюбом. Школа характеризувалася, перш за все, відмінним викладанням природничих дисциплін. У звіті про інспекційний візит до школи Комісії з атестації та шкільної інспекції Лондонського університету в 1935 році підкреслювалася кваліфікація вчителів фізики, хімії та біології, а також чудовий науковий комплекс, і високо оцінювалося ґрунтовне і послідовне викладання математики. У школі Розалінд досягла успіху в природничих науках, латині та спорті.
Біографиня Бренда Меддокс припускає, що наукова освіта, яку Розалінд Франклін здобула в школі для дівчат Святого Павла, мала значний вплив на її науковий підхід. Саме тут наука розглядалася як «інтелектуальна діяльність, що вимагає акуратності, ретельності та наполегливості, а не азарту та зухвалості».

### Роки здобуття вищої освіти (1938—1941)

#### Навчання в Кембриджі
Навесні 1938 року сімнадцятирічна дівчина склала вступні іспити до Кембриджського університету. Вона здобула найвищий бал з хімії та була нагороджена стипендією, яка покривала значну частину університетських витрат. Однак її батько домовився, щоб ці гроші віддали одному зі студентів, який втік до Англії з нацистської Німеччини.
У Кембриджі обидва жіночі коледжі, Гертон і Ньюнем, запропонували їй місце навчання. Розалінд Франклін обрала Ньюнем і в жовтні 1938 року почала вивчати природничі науки. Вона проводила час далеко від товариського студентського життя. Вона шукала розслаблення у спорті: грала в сквош і теніс, їздила на довгі велосипедні прогулянки та займалася веслуванням.
Під час навчання Франклін дедалі більше спеціалізувалася на кристалографії та фізичній хімії, яка вивчає структурні властивості та поведінку атомів і молекул. Вона закінчила навчання з фізичної хімії як найкраща у своєму класі, після чого отримала стипендію коледжу для проведення досліджень на четвертому курсі в Кембриджі.
Випускні іспити вона здала в 1941 р., але, оскільки жінки в той час не мали права після завершення Кембриджу отримувати наукові ступені, їй було присвоєно лише номінальний ступінь. 1945 року в Кембриджському університеті їй присуджено ступінь доктора наук.

#### Жінки у вищій освіті
Розалінд Франклін навчалася в той час, коли академічна освіта для жінки була далеко не само собою зрозумілою. У біографії Франклін Бренда Меддокс так описує ситуацію, в якій опинилася Розалінд Франклін:
«У Кембриджі жінок почали приймати з 1869 року, євреїв — з 1871 року; але на відміну від Оксфорда, де жінкам було надано академічне звання з 1921 року, жінок не приймали як „членів університету“. Жінок також не вважали повноправними студентками, а лише „ученицями коледжів Гертон і Ньюнем“. Вони лише номінально мали право на титул. „Титул цицьок“ був вдалим жартом. Студенткам дозволяли відвідувати чоловічі лекції, але вони повинні були сидіти разом у перших рядах, принаймні до початку 1930-х років… Викладачкам і директору Ньюнемського коледжу не дозволялося відвідувати важливі університетські церемонії. Замість цього вони повинні були сидіти з дружинами викладачів у капелюшках і рукавичках на традиційних церемоніях, коли чоловіки носили свої червоні академічні мантії і чорні оксамитові докторські капелюхи».
Жінкам-вченим було дуже важко отримати визнання, особливо в природничих науках. Лише у 1945 році перших жінок-науковиць прийняли до Британського королівського товариства. 1944 року Отто Ган отримав Нобелівську премію, але Лізу Майтнер, як і в наступні роки, проігнорували.
Розалінд Франклін зіткнулася з небажанням допускати жінок до лав науковців не лише в студентські роки. Протягом усієї своєї наукової кар'єри вона страждала від неохочого сприйняття жінок-дослідниць у своїй галузі. Особливо під час її досліджень у Королівському коледжі Лондона її стать провокувала несприйняття з боку колег-чоловіків.

## Дослідження вугілля (1942—1946)
Як британські євреї, сім'я Франклінів уважно стежила за подіями в націонал-соціалістичній Німеччині. Батько Розалінд, зокрема, був активно задіяний, коли з 1938 року потік єврейських біженців збільшився. Елліс Франклін скоротив свої робочі години в банку та очолив відділ гарантій Німецько-єврейського комітету у справах біженців. Разом зі своєю сестрою Меймі Бентвіч він заснував організацію, яка опікувалася розміщенням німецько-єврейських дітей, що прибули до Англії. Двох з них 1938 року прийняли в сім'ю Франкліна. У січні 1945 року Елліса Франкліна відзначено Орденом за заслуги Британської імперії.

Сама Розалінд була глибоко вражена тим, наскільки її однокурсники байдужі до листопадових погромів 1938 року в Німеччині. Вона погоджувалася з батьком, що Адольфу Гітлеру потрібно чинити рішучий опір. Єдиним пунктом розбіжностей було те, яким має бути її внесок, окрім збору пожертв та волонтерства в організаціях для біженців. З погляду батька, понад усе вона ставила навчання, в той час, як її брати ризикували життям заради батьківщини. Про це вона написала йому в листі від 1 червня 1942 року:
«…Я не знаю, чому у вас склалося враження, що я „скаржилася“ на те, що мені довелося відмовитися від докторської ступені заради військової роботи. Коли рік тому я подавала заявку на дослідження, мене запитали, чи хочу я займатися військовою роботою, і я відповіла „так“. Мене переконали, що першою проблемою, з якою мені доведеться мати справу, буде військова робота… Я [неодноразово] чітко наголошувала, всупереч порадам мого керівництва, що я краще займуся військовою роботою зараз, а докторську отримаю пізніше».
Між 1941 і 1942 роками Франклін працювала на Рональда Норріша. Вона отримала можливість виконувати роботу, яка була важливою для військових зусиль, коли 1942 року був сформований штат новоспечених фізиків у новоствореній Британській дослідницькій асоціації з утилізації вугілля в Кінгстоні-на-Темзі. Розалінд Франклін як асистент наукового співробітника почала досліджувати фізико-хімічні властивості вугілля. Метою цього дослідження, яке було класифіковано як важливе для військових зусиль, було ефективніше використання вугілля. Паралельно вона працювала наглядачкою повітряної тривоги, перевіряючи відключення електроенергії.
Її робота про пористу структуру вугілля допомогла у зародженні ідеї про високоміцне вуглецеве волокно і стала основою для її докторської дисертації: «Фізична хімія твердих органічних колоїдів на прикладі вугілля і пов'язаних з ним матеріалів». 1945 року вона здобула ступінь доктора (Ph.D.) з фізичної хімії. Узагальнення результатів досліджень з'явилося в 1946 році в британському журналі Transactions of the Faraday Society під назвою «Теплове розширення вугілля і карбонізоване вугілля» (англ. Thermal expansion of coals and carbonised coals).

## Французькі роки (1947—1950)

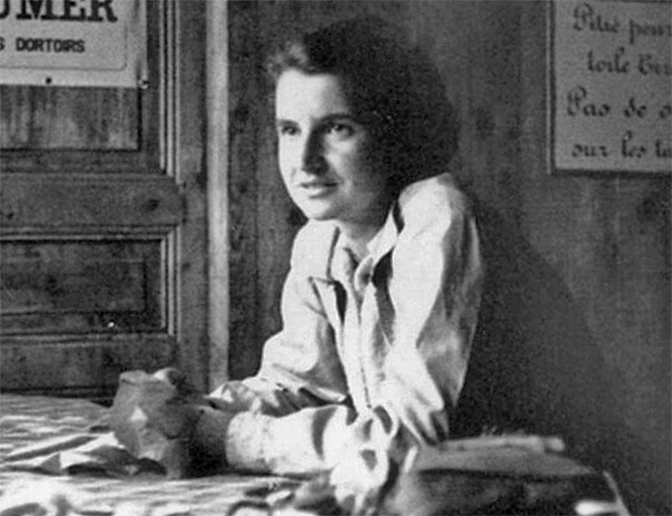
Франклін у Парижі (без дати)

Оскільки після завершення роботи про пористу структуру вугілля Франклін не отримала жодних цікавих дослідницьких проєктів, у 1947 році вона поїхала до Парижа, щоб працювати в Центральній лабораторії хімічних служб держави, де стала фахівчинею з аналізу кристалічної структури. Цю посаду їй запропонував французько-єврейський фізик Адрієн Вайль, який під час нацистської окупації Франції працював у Кембриджі та відтоді добре знав Розалінд Франклін. Лабораторію — державно науково-дослідну установу, — очолив Жак Мерінг, що, як і більш як двадцять його співробітників, цінував здатність Розалінд Франклін виконувати складну експериментальну роботу. Під керівництвом Мерінга вона навчилася використовувати рентгенівські промені для аналізу внутрішньої структури деревного вугілля та кам'яного вугілля. Розалінд Франклін не лише отримувала задоволення від роботи, але й комфортно почувалася серед своїх колег. Вона сама відповідала за невелику групу співробітників, які використовували рентгенівський дифракційний аналіз вуглецевих матеріалів. Свою роботу Франклін задокументувала в численних статтях, які з'явилися в таких журналах, як Acta Crystallographica і Transactions of the Faraday Society. До кінця своїх років у Парижі вона була міжнародно визнаною вченою у своїй галузі.
Коли Франклін жила у Франції, країна все ще страждала від економічних обмежень повоєнного періоду, коли предмети повсякденного вжитку були нормовані. Франклін імпровізувала, замовляючи їжу з Англії або, наприклад, надсилаючи матері свої точні мірки для спідниці, оскільки парашутний шовк, який використовувався для цього, було легше дістати в Англії, ніж у Франції. Попри складні умови життя, листи, які вона писала своїй родині, свідчать про те, що роки, проведені у Франції, були одними з найщасливіших для неї. Проте, саме родина наполегливо просила її повернутися до Англії.

## Королівський коледж (1950—1953)

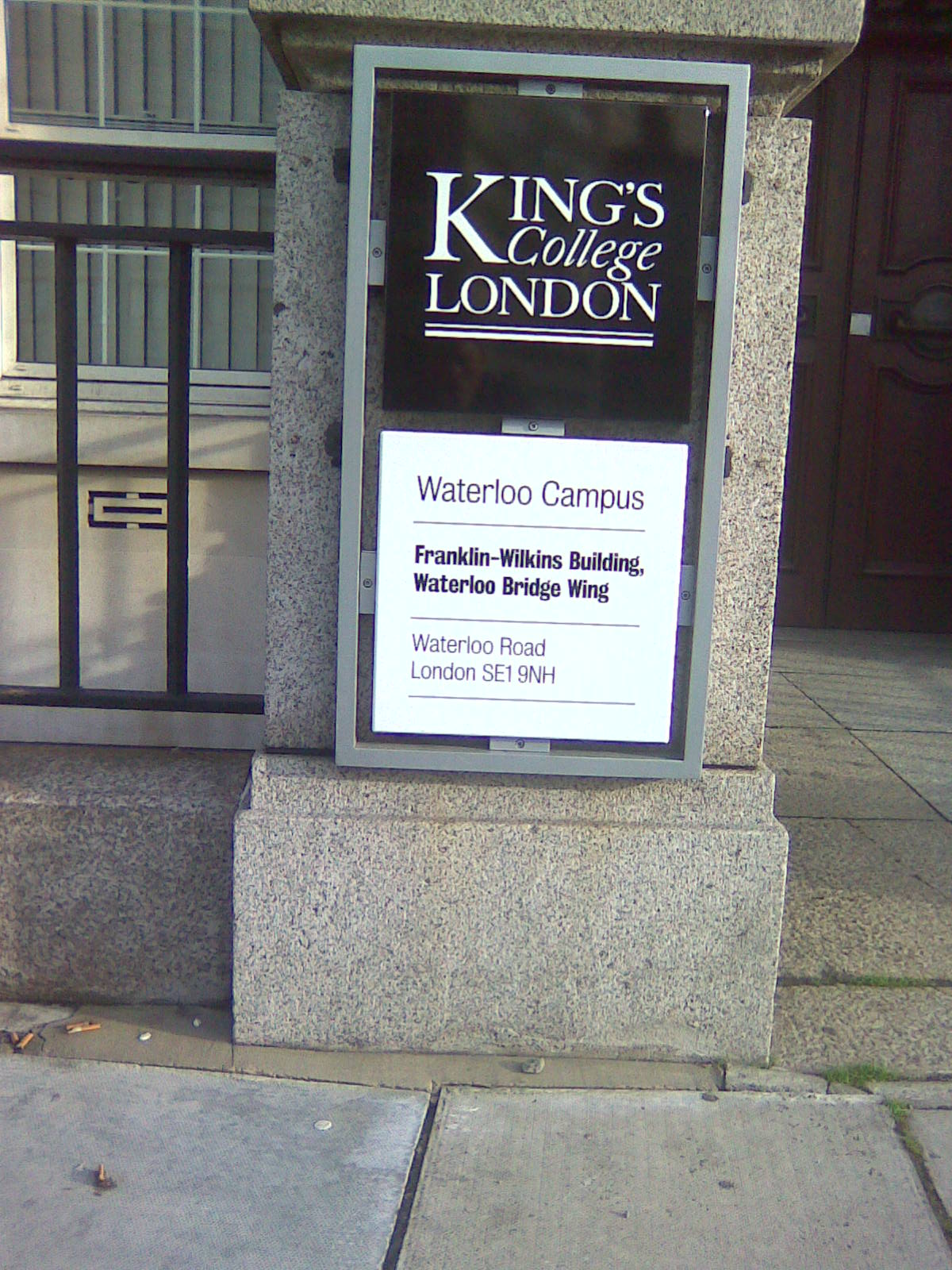
Меморіальна дошка, що позначає будівлю Франклін-Вілкінса в кампусі Королівського коледжу Лондона Ватерлоо.

### Нечіткий розподіл завдань
У 1950 році вона повернулася до Лондона, щоб продовжити свої дослідження під керівництвом Джона Тертона Рендалла в Королівському коледжі Лондона. Її дослідницьку роботу фінансувала трирічна стипендія від «Комітету Тернера і Ньюволла». Сама вона до останнього моменту не вирішувала, чи приймати цю стипендію, чи залишатися у французькій лабораторії, де вона отримувала стільки задоволення від своєї роботи.
Спочатку вона повинна була працювати лише над рентгенівським аналізом білків і жирів в розчині, але Рендалл переорієнтував її на дослідження ДНК, оскільки вона була єдиною досвідченою дослідницею в галузідифракційного аналізу. Він задумав ці перестановки навіть до початку її роботи в Королівському коледжі, через те, що робота з дослідження волокон ДНК уже виконувалася Морісом Вілкінсом і Реймондом Гослінгом.
Використовуючи недосконале обладнання, Вілкінс і Гослінг отримали чудове зображення дифракції ДНК, яке викликало додаткове зацікавлення цією молекулою. Вони проводили рентгенівський дифракційний аналіз ДНК з травня 1950 р., але Рендалл не повідомив їм, що він просив Франклін взяти на себе як роботу з дифракції ДНК, так і керівництво дисертацією Гослінга. Ці недомовки Рендалла спричинили тертя між Вілкінсом і Франклін.

Однією з особливостей Джона Рендалла, який очолював лабораторію в Королівському коледжі, було те, що він чітко не визначав сфери відповідальності своїх співробітників. Незадовго до того, як вона розпочала там свої дослідження, він написав Розалінд Франклін:
«Це означає, що в галузі експериментальної рентгенівської оптики працюватимете тільки ви і Гослінг [докторант Франкліна], а місіс Геллер, випускниця Сиракузського [університету], буде вашою тимчасовою асистенткою. Гослінг у співпраці з Вілкінсом виявив, що волокна дезоксирибонуклеїнової кислоти — матеріал надіслав професор Сігнер з Берна — дають надзвичайно гарні рентгенівські діаграми».
Моріс Вілкінс, заступник директора лабораторії, не сприймав колегу як рівну собі та ставився до Франклін як до своєї асистентки. Навіть після втручання Рендела восени 1951 року, коли між ними відбулася роз'яснювальна тристороння зустріч, Вілкінсу було важко прийняти Франклін. Вони більше майже не розмовляли один з одним, тому зони відповідальності між двома вченими довелося чітко розділити. Франклін мала працювати з ДНК Сігнера і досліджувати іншу підобласть, ніж Вілкінс. Нечіткий розподіл завдань між Франклін і Вілкінсом продовжився в літературі з розшифровки ДНК. Оскільки невдовзі після цього Франклін померла, Вілкінс значною мірою відповідав за інтерпретацію конфлікту. Тому часто згадується лише Вілкінс, який продовжував стверджувати, що обіймав вищу посаду в лабораторії, і час від часу помилково називав Франклін своєю асистенткою. Саме в цьому контексті слід розуміти слова Вілкінса про Розалінд Франклін, які Джеймс Вотсон, який згодом здобув Нобелівську премію за розшифровку ДНК, написав про неї у своїй книзі «Подвійна спіраль»:
«Моріс [Вілкінс] був початківцем у техніці рентгенівської дифракції. Він потребував експертної допомоги і сподівався, що Розі [Розалінд Франклін], досвідчена кристалографиня, зможе прискорити прогрес його досліджень. Але Розі бачила ситуацію зовсім по-іншому. Вона стверджувала, що ДНК було доручено їй як її власне завдання, і навіть не думала вважати себе асистенткою Моріса… Було зрозуміло одне: Розі мала піти або бути поставленою на належне місце».

### Ситуація з роботою Франклін в Королівському коледжі
Це була не єдина причина, чому Франклін не почувалася комфортно в Королівському коледжі. У цьому традиційному коледжі жінок-науковиць не сприймали як рівних колег. Наприклад, жінок не допускали до однієї з їдалень. Крім того, більшість її колег не оцінили дослідницьку роботу, яку вона до цього часу виконала. Окрім Джона Рендалла та хіміка-теоретика Чарльза Коулсона, її молекулярні дослідження вугілля та вуглецю не цікавили інших колег, а її якісну наукову роботу просто ігнорували.

Неспокій Франклін підігрівався тим, що Королівський коледж не був домом для інтелектуальної еліти Англії, а Розалінд Франклін явно виділялася серед своїх колег за сферами інтересів. Багаторічний друг, фізик Саймон Альтманн, так описав ситуацію в інтерв'ю біографу Франклін Меддоксу:
«Начитана двома мовами, вона [Розалінд Франклін] звикла до цивілізованого, інтелектуального життя і розмов про живопис, поезію, театр та екзистенціалізм… Тепер її оточували люди, які ніколи не чули про Сартра, які переважно читали „Івнінг стандарт“ і яким подобався тип дівчат, які напивалися на факультетських вечірках, переходили з коліна на коліно і мали розстебнуті ліфчики».

### Дослідження ДНК в Королівському коледжі

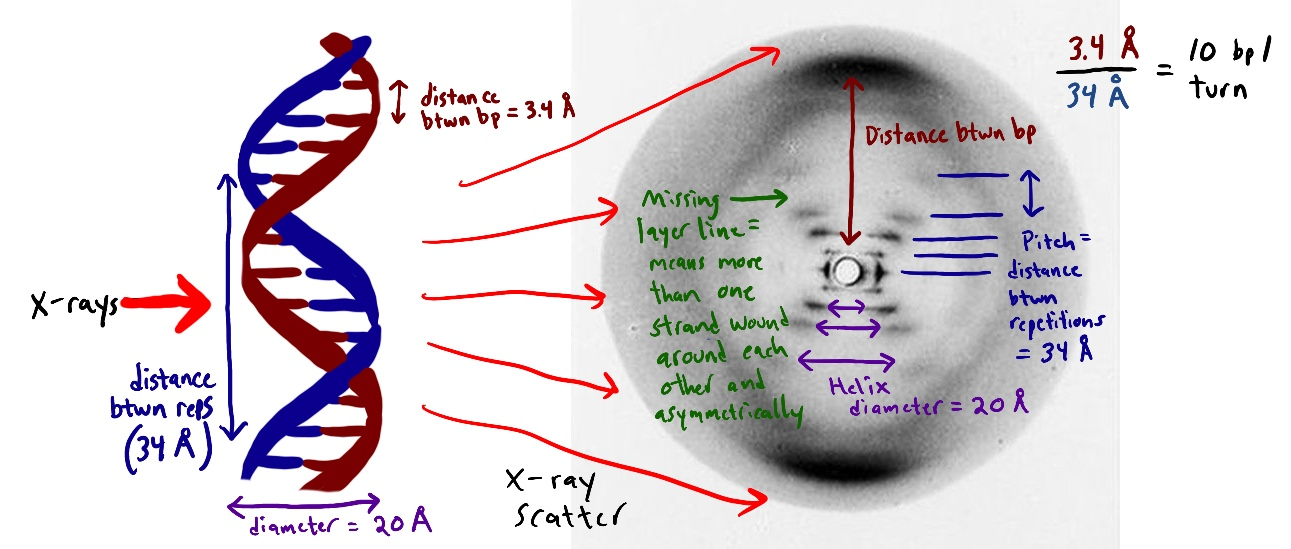
Розшифрувати її дозволила фотографія рентгенівської дифракції на ДНК

Франклін разом з її підопічним Гослінгом почали застосовувати для вивчення структури ДНК її спосіб експертизи за допомогою рентгенівської дифракції. Вона використовувала нову рентгенівську трубку з точним фокусом і мікрокамеру, замовлену Вілкінсом, яку вона вдосконалила і ретельно налаштувала. Спираючись на власні знання у галузі фізичної хімії, Франклін також уміло маніпулювала критичною гідрацією її зразків. Коли Вілкінс запитав її про цю вдосконалену техніку, Франклін відповіла так, що образила Вілкінса своєю зарозумілістю.
Звичка Франклін пильно дивитися людям в очі, її мовчазність, нетерплячість і конфронтаційність дратували багатьох її колег. На відміну від неї, Вілкінс був дуже сором'язливий, говорив повільно, обдумуючи кожне слово, намагався не дивитися просто в очі. Попри напружену атмосферу, Франклін і Гослінг виявили, що існують дві форми ДНК: за високої вологості (у вологому стані), нитка ДНК стає довгою і тонкою, а коли її висушують, стає маленькою і товстою.
Ці форми були названі ДНК «B» і «A» відповідно. Внаслідок інтенсивного особистісного конфлікту, що розгортався між Франклін і Вілкінсом, Рендалл розділив роботу над ДНК. Франклін обрала багату на дані форму «A», в той час, як Вілкінс — форму «B», тому що його попередні фотографії вказували, що ця форма могла бути спіральною. Рентгенівські дифракційні знімки, зроблені Франклін у цей період, були названі Дж Д. Берналом «одними з найкрасивіших рентгенограм будь-якої речовини, знятих за весь час».
У розпорядженні вчених з Королівського коледжу був особливо чистий зразок ДНК, який за консистенцією нагадував бадилля ріпи. За допомогою скляної палички вони змогли виділити ледь помітну нитку ДНК. Коли з цього волокна видалили воду, його структура показала впорядковані, повторювані, квазікристалічні властивості. Розалінд Франклін розробила методи повернення води до А-форми ДНК. За допомогою своїх рентгенівських діаграм Франклін змогла показати, що після поглинання води структура ДНК змінилася. Франклін виявила, що молекули ДНК існують у двох формах, А і В, які відрізняються за вмістом води. Вона розробила метод отримання цих двох форм у чистому вигляді і, таким чином, змогла зробити рентгенівські знімки найвищої якості. Її зображення були найкращими зображеннями ДНК, які коли-небудь були отримані. За допомогою цих зображень вона зрозуміла, що цукрова та фосфатна частини ДНК знаходяться на зовнішній стороні молекули і що ДНК має форму спіралі. За її дослідженнями, ДНК має складатися з двох, трьох або чотирьох спіральних ниток.

### Полювання на декодування ДНК
Розшифровка ДНК і відкриття подвійної спіралі «висіли в повітрі» на початку 1950-х років. Наприкінці 1940-х років було доведено, що ДНК складається з довгих молекул з нерозгалуженим ланцюгом. 1944 року Освальд Евері також довів, що в бактеріях ДНК принаймні частково є носієм генетичної інформації. Алфред Герші та його помічниця Марта Чейз прийшли до подібних висновків 1952 року.
Багато вчених доклали зусиль, щоб розшифрувати структуру ДНК. Одним із людей, якому, найімовірніше, можна було б довірити його розшифровку, був Лайнус Полінг, який уже провів великі дослідження білків. Для цього 1951 року він уже представив свою модель структури альфа-спіралі. На початку 1953 року Полінг опублікував помилкову модель ДНК, в якій він припустив наявність трьох ниток ДНК (Франклін написала йому одразу після публікації та використала її аналіз, щоб пояснити, чому його модель не може бути правильною). Двоє молодих вчених з Кембриджського університету, які на той час були ще невідомими, Джеймс Вотсон і Френсіс Крік — останній на той час навіть не захистив докторську дисертацію — побачили в цій галузі можливість досягти наукової слави. Однак вони усвідомлювали, що результати мають бути отримані дуже швидко, і що швидка публікація буде необхідною, якщо вони хочуть випередити прорив Полінга. Обидва тісно співпрацювали з Морісом Вілкінсом з Королівського коледжу.
У той час як Франклін віддавала перевагу емпіричному підходу, сила Крика і Вотсона полягала в розробці теорій. 1952 року Крік і Вотсон розробили модель, що складається з трьох спіральних ниток, використовуючи інформацію, яку вони отримали з лекції, прочитаної Франкліном у Королівському коледжі. Тому наприкінці 1952 року вони запросили Франклін та Вілкінса до Кембриджу, щоб представити їм свою модель ДНК. Для Франклін ця поїздка була марною тратою часу; вона довела Вотсону і Кріку, що їхня модель абсолютно неадекватна, і в розпачі повернулася до Лондона. Незважаючи на брак часу, вона не вірила, що моделювання без бази даних має сенс і вважала, що створювати модель було передчасно.

Під час візиту до Вотсона 30 січня 1953 року, не маючи дозволу Франклін, Вілкінс надав йому (і, отже, також Кріку) доступ до дифракційного зображення Франкліна № 51 із конфігурацією ДНК B, яка була особливо оптичною для Вотсона. Зображення було доказом того, що ДНК була спіраллю. Форма B надала набагато чіткішу інформацію про структуру ДНК, ніж форма A. Пізніше Вотсон пише про цей процес у своїй книзі «Подвійна спіраль» (після 1968 року):

«Я на свій подив дізнався, що він [Моріс Вілкінс], за допомогою свого асистента Вілсона, непомітно продублював деякі з радіографічних робіт Розі та Гослінга. Тож йому не знадобилося багато часу, щоб повністю запустити власне дослідження».
Запис № 51 від 1952 року зробив докторант Франкліна Реймонд Гослінг, який тепер підпорядковувався Вілкінсу, тоді як Франклін готувалася покинути лабораторію через ворожу атмосферу.

Хоча Вілкінс і Франклін ще не хотіли пропонувати детальну структурну модель, засновану на цьому зображенні, для Вотсона це був один з вирішальних моментів у розшифровці ДНК, який він описав у «Подвійній спіралі» так:

«Щойно я побачив малюнок, у мене відвисла щелепа і затріпотів пульс. Схема була незрівнянно простішою, ніж будь-яка з тих, що були отримані раніше… [Моріс Вілкінс зазначив, однак, що] справжньою проблемою все ще залишалася відсутність структурної гіпотези, яка б дозволила розташувати основи правильним чином на внутрішній стороні спіралі. Це, звичайно, припускало, що Розі [Розалінд Франклін] мала рацію, бажаючи, щоб основи були в центрі, а скелет — зовні! Хоча Моріс запевняв мене, що тепер він повністю переконаний у правильності її тверджень, я залишався скептиком, тому що ми з Френсісом [Кріком] все ще не могли зрозуміти її докази».
Однак Вотсону і Кріку було недостатньо фотографії, їм потрібні були точні дані математичного аналізу, проведеного Франклін. Ці дані містилися в ще неопублікованому дослідницькому звіті Франклін для комітету Ради з медичних досліджень (MRC), членом якого був Макс Фердинанд Перуц. У лютому 1953 року Перутц передав звіт своєму колезі Лоуренсу Бреггу в Кембриджі, а той передав його Вотсону і Кріку. Звіт формально не був суворо конфіденційним, а Вотсон і Крік нікому не сказали, що дослідницька група Кембриджського університету відтепер працює з даними Кінгз-коледжу.
Франклін представила подібні дані у своїй публічній лекції на семінарі в Королівському коледжі восени 1951 року. Вотсон навіть був присутній на цій лекції, але за іронією долі не визнав її вибуховості і, як він сам зізнався, не звернув на лекцію уваги. На роздратування Кріка, він навіть не робив нотаток. 6 березня 1953 року журнал Acta Crystallographica отримав публікацію Франклін і Гослінга, в якій ДНК була правильно описана як подвійна нитка з фосфатними групами на зовнішній стороні і основами, з'єднаними всередині водневими зв'язками. Франклін визнала не тільки структуру подвійної спіралі (найпізніше до кінця лютого), але також комплементарну природу нуклеотидів і нескінченні можливості послідовності для використання в якості генетичного коду. Аарон Клуг, її найближчий колега з Біркбекського коледжу, пізніше у двох статтях у Nature пояснив, наскільки близько вона підійшла до розгадки.
Використовуючи аналітичні дані Франклін у звіті комітету, Вотсон і Крік у Кембриджі також дійшли висновку, що це має бути подвійна спіраль. Створюючи точну, математично та хімічно сувору модель, Вотсон і Крік, які боялися конкуренції з боку Лайнуса Полінга, випередили Франклін. Основною проблемою при створенні моделей ДНК були енольні форми гуаніну (G) і тиміну (T), представлені в більшості підручників того часу, які відрізнялися іншим положенням атомів Н, які були важливими для водневих зв'язків основ. У першій моделі Вотсон припустив наявність подвійної спіралі з водневими зв'язками між подібними основами на обох ланцюгах (тобто аденін (A) з аденіном, цитозин (C) з цитозином тощо). Насправді, американський кристалограф Джеррі Донохью дав вирішальний натяк на те, що в реальності повинні бути присутніми кето-форми, які можуть призвести до інших комбінацій водневих зв'язків, наприклад, з'єднання різних основ, таких як аденін з тиміном і цитозин з гуаніном у двох антипаралельних ланцюгах, було тоді більш можливим. Це також дало природне пояснення правилу Ервіна Чаргаффа про рівну частоту А і Т, з одного боку, і G і С, з іншого. Вотсон і Крік створили відповідну модель подвійної спіралі 7 березня, причому їхнє досягнення полягало в явній моделі, заснованій на правильній і повній інтерпретації даних тесту Франклін, за що їх разом з подальшою роботою відзанчено Нобелівською премією 1962 року.

У середині березня 1953 року Вілкінс і Франкліна запросили до Кембриджу, де вони познайомилися з моделлю Вотсона і Крика. Оскільки та ґрунтувалася на їхніх власних даних, не дивно, що вони одразу погодилися, що це точно. Оскільки Франклін не знала про передачу даних, було погоджено, що модель буде опублікована лише як модель Вотсона та Кріка, а дані аналізу Франклін опублікують окремо. У квітні 1953 року в науковому журналі Nature з'явилися три статті про структуру ДНК: у першій Вотсон і Крік представили свою модель і визнали у своїй майже односторінковій статті:

«Нас також стимулювало знання загального характеру неопублікованих експериментальних результатів та ідей доктора М. Х. Ф. Вілкінса, доктора Р. Е. Франклін та їхніх колег з Королівського коледжу в Лондоні».
У наступних статтях Вілкінс з колегами та Франклін і Гослінг окремо опублікували свої експериментальні дані, що підтверджували модель подвійної спіралі Вотсона і Кріка. Публікація двох статей вчених Королівського коледжу паралельно зі статтею Вотсона і Кріка відбулася завдяки втручанню Джона Рендела, який хотів, щоб таким чином його лабораторія принаймні отримала визнання за проведену експериментальну роботу, навіть якщо честь створення моделі дісталася вченим Кембриджу. На церемонії в Королівському коледжі 25 квітня, присвяченій публікації статей у Nature, Розалінд Франклін вже не була присутня, оскільки вона вже переїхала до коледжу Біркбек. У наступні роки Вілкінс продовжив детальне експериментальне тестування моделі Вотсона і Кріка, тоді як Розалінд Франклін була змушена звернутися до інших досліджень.
Протягом 15 років Вотсон і Крік заперечували, що їм були відомі точні дані рентгенівських спектроскопічних досліджень Франклін з їхнього неопублікованого наукового звіту. Наприклад, у своїй статті в журналі Nature 1953 року вони неправдиво написали про експериментальну роботу Франклін і Вілкінса, яка була згодом надрукована: «Ми не знали деталей представлених там результатів, коли розробляли нашу структуру, яка ґрунтується переважно, хоча і не повністю, на опублікованих експериментальних даних і стереохімічних аргументах». Проте, в кінці своєї статті вони лаконічно і стримано подякували Вілкінсу і Франклін («нас також надихнуло знання загального характеру неопублікованих експериментальних результатів та ідей доктора М. Х. Ф. Вілкінса, доктора Р. Е. Франклін та їхніх колег з Королівського коледжу в Лондоні»).
Лише в 1968 році Вотсон опублікував свою книгу «Подвійна спіраль», в якій описав свої спогади про цей проєкт і зізнався, що взяв дані Франклін без відома Франклін (цитата з книги Вотсона «Подвійна спіраль»: «Я знав з її паперів більше, ніж вона думала»). Крік, який був добрим другом Франклін наприкінці 1950-х років, пізніше підтвердив, що розробка моделі ніколи б не відбулася без даних Франклін. Неясно, якою мірою Франклін усвідомлювала, наскільки модель Вотсона і Кріка ґрунтувалася на їхній власній роботі. За словами Реймонда Гослінга, вона добре про це знала, але оскільки у неї не було доказів, вона ніколи не висловлювала гіркоти чи розчарування з цього приводу.

## Остані роки життя (1953—1958)

### Перехід до коледжа Біркбек
Франклін покинула Королівський коледж Лондона в середині березня 1953 року до коледжу Біркбек, переїзд, який планувався деякий час і який вона описала (у листі до Адрієнн Вейл у Парижі) як «переїзд з палацу до нетрів ... але все одно приємніше». Її завербував завідувач кафедри фізики Джон Десмонд Бернал, кристалограф, який був комуністом, відомий тим, що просував жінок-кристалографок. Її нові лабораторії розміщувалися на Торрінгтон-сквер, 21, в одному з двох напівзруйнованих і тісних георгіанських будинків, де містилося кілька різних відділів. Франклін часто критикувала Бернала за недбале ставлення деяких інших співробітників лабораторії, особливо після того, як одного разу працівники аптечного відділу затопили водою її лабораторію на першому поверсі.
Незважаючи на напутні слова Бернал припинити її інтерес до нуклеїнових кислот, Франклін допомогла Гослінгу закінчити дисертацію, хоча вона вже не була його офіційною керівницею. Разом вони опублікували перші докази подвійної спіралі у формі А ДНК у номері Nature за 25 липня. Наприкінці 1954 року Бернал забезпечив фінансування Франклін від Ради з сільськогосподарських досліджень, що дозволило їй працювати старшою науковою співробітницею, керуючи власною дослідницькою групою. До групи Франклін приєднався Джон Фінч, студент фізики з Королівського коледжу Лондона, а за ним у липні 1955 року - Кеннет Голмс, випускник Кембриджа. Незважаючи на фінансування Ради з сільськогосподарських досліджень, Франклін написала Берналу, що існуючі приміщення залишаються вкрай непридатними для проведення досліджень «...мій стіл і лабораторія знаходяться на четвертому поверсі, моя рентгенівська трубка в підвалі, і я відповідаю за роботу чотири людини, розподілені по підвалу, першому та другому поверхах на двох різних сходах».

### Дослідження РНК

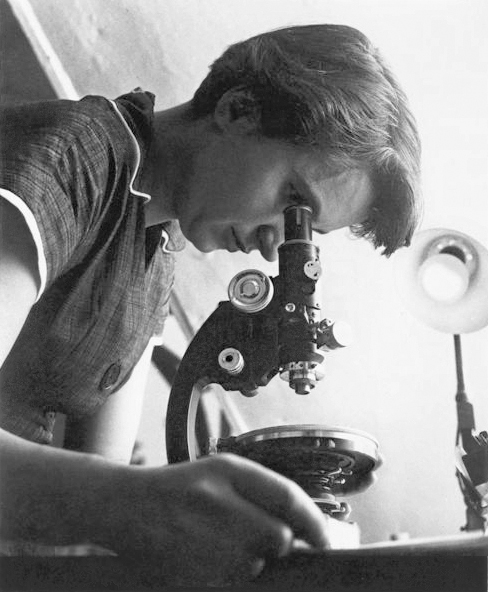
Розалінда Франклін із мікроскопом (1955 р.).

Оскільки їй дозволили залишити Королівський коледж за умови, що вона більше не досліджуватиме ДНК у майбутньому, вона звернулася до інших напрямків досліджень. Франклін продовжував досліджувати іншу важливу нуклеїнову кислоту, РНК, молекулу, таку ж центральну для життя, як і ДНК. Вона знову використала рентгенівську кристалографію для вивчення структури вірусу тютюнової мозаїки (ВТМ), РНК-вірусу. Її зустріч на початку 1954 року з Аароном Клугом, який здобув Нобелівську премію з хімії в 1982 році, призвела до тривалої та успішної співпраці. Клуг саме тоді отримав ступінь доктора філософії в Трініті-коледжі, Кембридж, і наприкінці 1953 року приєднався до Біркбек. У 1955 році Франклін опублікувала свої перші великі роботи про ВТМ у природі, де вона описала, що всі частинки вірусу ВТМ були однакової довжини. Це прямо суперечило ідеям видатного вірусолога Нормана Пірі, хоча спостереження Франклін зрештою виявилося правильним.
Франклін доручила дослідити повну структуру ВТМ своєму докторанту Голмсу. Незабаром вони виявили (опубліковано в 1956 році), що покриття ВТМ - це білкові молекули, розташовані у вигляді трубчастої спіралі. Її колега Клуг разом зі своїм учнем Фінчем працював над сферичними вірусами, а Франклін координувала і контролювала роботу. Як команда, з 1956 року вони почали публікувати фундаментальні роботи щодо ВТМ, вірусу огірка 4 та вірусу жовтої мозаїки ріпи.
Франклін також мав наукового асистента Джеймса Ватта, якого субсидувала Національна вугільна рада, і тепер він був лідером групи ARC у Біркбеку. Члени команди Біркбеку продовжили роботу над РНК-вірусами, що вражають кілька рослин, включаючи картоплю, ріпу, помідори та горох. У 1955 році до команди приєднався американський докторант Дональд Каспар. Він працював над точним розташуванням молекул РНК у ВТМ. У 1956 році Каспар і Франклін опублікували окремі, але взаємодоповнюючі статті в номері Nature за 10 березня, в яких вони показали, що РНК ВТМ намотана вздовж внутрішньої поверхні порожнистого вірусу. Каспар не був захопленим письменником, і Франклін довелося написати для нього весь рукопис.
Науковий грант Франклін від ARC закінчився наприкінці 1957 року, і вона так і не отримала повної зарплати, запропонованої Біркбеком. Після того, як Бернал попросила голову ARC лорда Ротшильда, їй було продовжено на один рік до березня 1958 року.
Expo 58, перша велика міжнародна виставка після Другої світової війни, мала відбутися в Брюсселі в 1958 році. Франклін запросили зробити п'ятифутову модель ВТМ, яку вона розпочала в 1957 році. Її матеріали включали м’ячі для настільного тенісу та пластикові ручки для керма велосипеда. Всесвітня виставка в Брюсселі з виставкою моделі її вірусу в Міжнародному науковому павільйоні відкрилася 17 квітня, через день після її смерті.
Розалінд Франклін, здається, не образилася на сумнівний доступ Вілкінса, Вотсона і Кріка до її даних, принаймні, Крік не образився. Професійне листування з Френсісом Кріком у 1956/1957 роках мало дружній тон.
У 1954 році її запросили в лекційний тур до США для проведення рентгеноструктурного аналізу вугілля, за яким послідував другий тур у 1956 році. Аналогічне визнання вона отримала за дослідження вірусів. Оскільки її результати в нових галузях досліджень не були заздалегідь вкрадені, успіхи приписувалися їй, і вона більше не відчувала браку визнання з боку своїх наукових колег.

### Вірус поліомієліту
У 1956 році Франклін відвідала Каліфорнійський університет у Берклі, де колеги запропонували її групі дослідити вірус поліомієліту. 1957 року вона подала заявку на отримання гранту від Служби громадської охорони здоров’я Сполучених Штатів Національного інституту охорони здоров’я, яка схвалила 10 000 фунтів стерлінгів (еквівалент 304,532 фунтів стерлінгів у 2023 [126] ) на три роки, що стало найбільшим фондом, отриманим у Біркбеку. У своїй заявці на грант Франклін згадала про свій новий інтерес до дослідження вірусів на тваринах. Вона отримала згоду Бернала в липні 1957 року, хоча після того, як Франклін розкрила свої наміри досліджувати живий, а не вбитий вірус поліомієліту в Біркбеку, виникли серйозні занепокоєння. Зрештою, Бернал домовилася про безпечне зберігання вірусу в Лондонській школі гігієни і тропічної медицини під час досліджень групи. Разом зі своєю групою Франклін почала розшифровувати структуру вірусу поліомієліту, поки він перебував у кристалічному стані. Вона намагалася помістити кристали вірусу в капілярні трубки для рентгенівських досліджень, але була змушена припинити свою роботу через швидке погіршення стану здоров'я.
Після смерті Франклін Аарон Клуг на посаді керівника групи її змінив, і він, Фінч і Голмс продовжили дослідження структури вірусу поліомієліту. Зрештою їм вдалося отримати надзвичайно детальні рентгенівські зображення вірусу. У червні 1959 року Клуг і Фінч опублікували висновки групи, виявивши, що вірус поліомієліту має ікосаедричну симетрію, і в тій же статті припустили можливість того, що всі сферичні віруси мають однакову симетрію, оскільки це допускає найбільшу можливу кількість (60) ідентичних структурні підрозділи. У 1962 році команда переїхала до Лабораторії молекулярної біології в Кембриджі, а через чотири роки у травні 1966 року старі лабораторії на Торрінгтон-сквер були знесені.

### Хвороба і смерть
У середині 1956 року, під час робочої поїздки до Сполучених Штатів, Франклін вперше почала підозрювати проблеми зі здоров’ям. Перебуваючи в Нью-Йорку, їй було важко застібнути блискавку на спідниці; її живіт випнувся. Повернувшись у Лондон, Франклін проконсультувалася з Мейр Лівінгстон, яка запитала її: «Ти не вагітна?» на що вона відповіла: «Я б хотіла бути». Її справа була з грифом «ТЕРМІНОВО». Операція 4 вересня того ж року, виявила дві пухлини в черевній порожнині (рак яєчника). Після цієї і наступних госпіталізацій Франклін проводила час зі своїми друзями та членами родини, поступово видужуючи. У їх числі Анна Сейр, Френсіс Крік, його дружина Оділь, з якою у Франклін склалася міцна дружба, і, нарешті, з родиною Роланда та Ніни Франклін — в якій племінниці і племінники Розалінд піднімали їй настрій. Франклін вирішила не залишатися з батьками, тому що нестримне горе і плач матері надто засмучували її.
Навіть отримуючи протиракову терапію, Франклін продовжувала працювати, а її група продовжувала отримувати результати — 7 робіт у 1956 і 6 в 1957 роках. 1957 року група також займалася дослідженням вірусу поліомієліту і отримала фінансування від Міністерства охорони здоров'я США. Наприкінці 1957 року Франклін знову захворіла, і її госпіталізували до Королівської лікарні Марсден. 2 грудня вона склала заповіт. Франклін назвала своїх трьох братів виконавцями та зробила свого колегу Аарона Клуга головним бенефіціаром, який отримає 3000 фунтів стерлінгів і її автомобіль Austin. З інших її друзів Мейр Лівінгстон отримала 2000 фунтів стерлінгів, Енн Пайпер — 1000 фунтів стерлінгів, а її медсестра міс Гріффіт — 250 фунтів стерлінгів. Решту маєтку мали використати на благодійність. таким чином, відповідно до філантропічної традиції своєї багатої родини, своїм основним спадкоємцем вона призначила Аарона Клуга, який зміг використати цю фінансову підтримку для продовження спільної дослідницької роботи у Великій Британії.
Вона повернулася до роботи в січні 1958, отримавши посаду наукового співробітника в галузі біофізики. 30 березня вона знову захворіла, а 16 квітня померла в районі Лондона Челсі від численних метастазів раку яєчника. Вплив рентгенівського випромінювання іноді вважається можливим фактором у розвитку її хвороби. Інші члени її сім'ї померли від раку, а, як відомо, захворюваність «жіночим» раком непропорційно велика серед євреїв-ашкеназі (вихідців з Німеччини). У свідоцтві про смерть Франкліна зазначено: наукова співробітниця, діва, донька Елліса Артура Франкліна, банкіра.
Некрологи на неї з'явилися в лондонській газеті Times, журналі Nature і New York Times.  Її називали «представницею обраної групи піонерів, які висвітлили структуру нуклеопротеїнів у зв'язку з вірусними захворюваннями та генетикою».

Її поховали 17 квітня 1958 року на сімейній ділянці на кладовищі Об'єднаної синагоги Віллесден на Біконсфілд-роуд у лондонському районі Брент. На її надгробку напис:
IN MEMORY OF [НА ПАМ'ЯТЬ]
ROSALIND ELSIE FRANKLIN [РОЗАЛІНД ЕЛСІ ФРАНКЛІН]
מ' רחל בת ר' יהודה [Рохіль/Рахіль, дочка Єгуди, єврейське ім'я її батька]
DEARLY LOVED ELDER DAUGHTER OF [ДУЖЕ ЛЮБЛЕНА СТАРША ДОЧКА]
ELLIS AND MURIEL FRANKLIN [ЕЛЛІС І МЮРІЕЛ ФРАНКЛІН]
25TH JULY 1920 – 16TH APRIL 1958 [25 ЛИПНЯ 1920 РОКУ – 16 КВІТНЯ 1958 РОКУ]
SCIENTIST [НАУКОВИЦЯ]
HER RESEARCH AND DISCOVERIES ON [ЇЇ ДОСЛІДЖЕННЯ ТА ВІДКРИТТЯ]
VIRUSES REMAIN OF LASTING BENEFIT [У СФЕРІ ВІРУСІВ ЗАЛИШАЮТЬСЯ КОРИСНИМИ І СЬОГОДНІ]
TO MANKIND [ЛЮДСТВУ]
ת נ צ ב ה [ініціали на івриті для «її душа буде зв’язана в пучку життя»]
Заповіт Франклін було підтверджено 30 червня, її майно було оцінено в 11 278 фунтів стерлінгів (еквівалентно £ 332,828 у 2023 році).

## Приватне життя
Розалінда Франклін була захопленою і сміливою альпіністкою та пристрасною мандрівницею. Друзі та родичі описували її як веселу, життєрадісну і жваву співрозмовницю, яка добре ладнала з дітьми. Під час перебування в Парижі, зокрема, вона була центром уваги для численних друзів і родичів, для яких вона з великою любов'ю готувала страви французькою мовою. Вона зустрічалася зі своїми французькими колегами, щоб разом потанцювати або поплавати. Це важливо лише тому, що її публічний імідж на тривалий час спотворив Джеймс Вотсон, який карикатурно зобразив її як синю панчоху.

Франклін найкраще описали як агностикиню. Відсутність її релігійної віри, мабуть, виникла не через чийсь вплив, скоріше через її власну лінію мислення. Скептицизм у неї розвинувся ще в дитинстві. Її мати пригадала, що вона відмовлялася вірити в існування Бога, і зауважила: «Ну, в будь-якому випадку, звідки ти знаєш, що Він не Вона?» Пізніше вона чітко висловила свою позицію, тепер базуючись на своєму науковому досвіді, і написала батькові в 1940 році:
[Н]ауку і повсякденне життя не можна і не треба розділяти. Наука для мене дає часткове пояснення життя... Я не приймаю вашого визначення віри, тобто віри в життя після смерті... Ваша віра спирається на майбутнє себе та інших як особистостей, моя - на майбутнє і долю наших наступників. Мені здається, що ваша - тим більш егоїстична... [щодо] питання про творця. Творця чого? Я не бачу причин вважати, що творець протоплазми або первісної матерії, якщо такий існує, має якісь причини цікавитися нашою незначною расою в крихітному куточку всесвіту..
Однак Франклін не відмовлявся від єврейських традицій. Як єдина єврейська учениця в школі Ліндорес, вона сама вчилася івриту, поки її друзі ходили до церкви. Вона приєдналася до Єврейського товариства під час свого першого семестру в Кембриджі з поваги до прохання свого діда. Франклін зізналася своїй сестрі, що вона «завжди була свідомою євреєю».
Франклін любив подорожувати за кордон, особливо трекінг. Вона вперше «кваліфікувалася» на Різдво 1929 року для відпустки в Ментоні, Франція, куди її дідусь поїхав, щоб уникнути англійської зими. Її родина часто проводила канікули в Уельсі чи Корнволлі. Поїздка до Франції в 1938 році подарувала Франклін міцну любов до Франції та її мови. Вона вважала французький спосіб життя того часу «значно кращим за англійський». Навпаки, Франклін описала англійців як людей із «порожніми дурними обличчями та дитячим самовдоволенням». Її сім’я ледь не застрягла в Норвегії в 1939 році, коли по дорозі додому була оголошена Друга світова війна. В іншому випадку у 1946 році Франклін здійснила похід через французькі Альпи з Жаном Керслейком, що ледь не коштувало їй життя. Франклін зісковзнула зі схилу, і її ледве врятували. Але вона написала своїй матері: «Я цілком впевнена, що могла б вічно щасливо блукати Францією. Я люблю людей, країну та їжу». Варто відзначити також візити Франклін до Югославії. Вона співпрацювала зі словенським хіміком Душаном Гаджі якого вона зустріла в Королівському коледжі в 1951 році. У 1950-х роках вона відвідувала Словенію один або кілька разів, де читала лекцію про вугілля в Любляні та відвідала Юлійські Альпи (Триглав і Блед). Її найвідомішу трекінгову фотографію, імовірно, зробив Гаджі в травні 1952 року На ній Франклін на тлі природного скельного утворення «Язичницька діва». Розалінд також співпрацювала з хорватською фізикинею Катаріною Краньц. Читала лекції в Загребі та Белграді, відвідала Далмацію.
Франклін здійснила кілька професійних поїздок до Сполучених Штатів, і була особливо веселою серед своїх американських друзів і постійно демонструвала своє почуття гумору. Вільям Гіноза з Каліфорнійського університету в Лос-Анджелесі пізніше згадував, що Франклін була протилежністю її опису Вотсона, і, як коментує Меддокс, американці насолоджувалися її «сонячною стороною».
У своїй книзі «Подвійна спіраль» Вотсон розповідає від першої особи про пошуки та відкриття ДНК. Він малює співчутливий, але часом критичний портрет Франкліна. Він хвалить її інтелект і наукову проникливість, але зображує Франклін як складну в роботі та недбалу зовнішність. Представивши її в книзі як «Розалінда», він пише, що він і його колеги-чоловіки зазвичай називали її «Розі», ім’я, яке люди в Королівському коледжі Лондона використовували за її спиною. Франклін не хотіла, щоб її називали таким іменем, тому що у неї була двоюрідна тітка Розі. У родині її називали «Рось». Для інших Франклін був просто «Розалінд». Американській подрузі Доротеї Раке, сидячи з нею за столиком Кріка в пабі The Eagle у Кембриджі, вона дала це зрозуміти. Рааке запитала її, як би вона хотіла, щоб до неї зверталися, вона відповіла: «Я боюся, що доведеться Розалінд», додавши «Точно не Розі».
Франклін часто висловлювала свої політичні погляди. Спочатку вона звинуватила Вінстона Черчилля в розпалюванні війни, але пізніше захоплювалася його промовами. Франклін активно підтримував професора Джона Райла як незалежного кандидата в парламент на довиборах до Кембриджського університету 1940 року, але він не досяг успіху.
Здавалося, Франклін ні з ким не мала інтимних стосунків і завжди тримала свої найглибші особисті почуття при собі. Після молодості вона уникала близької дружби з протилежною статтю. У пізні роки життя Еві Елліс, яка ділила свою спальню, коли була дитиною-біженкою, а потім була одружена з Ернстом Вольгемутом і переїхала до Ноттінг-Гілл із Чикаго, намагалася знайти її з Ральфом Мілібендом, але зазнала невдачі. Франклін одного разу сказав Еві, що чоловік, який мав квартиру на тому ж поверсі, що й її, запитав її, чи не хоче вона зайти випити, але вона не зрозуміла наміру. Вона була дуже захоплена своїм французьким наставником Мерінгом, який мав дружину та коханку. Мерінг також зізнався, що був підкорений її «розумом і красою». За словами Енн Сейр, Франклін дійсно зізналася у своїх почуттях до Мерінга, коли та проходила другу операцію, але Меддокс повідомив, що сім'я це заперечувала. Пізніше Мерінг плакав, коли відвідав її, і після її смерті знищив усі її листи.
Найостаннішим особистим романом Франклін, ймовірно, був її колишній докторант Дональд Каспар. У 1956 році вона відвідала його вдома в Колорадо після свого туру в Каліфорнійському університеті в Берклі, і, як відомо, пізніше вона зауважила, що Каспар був тим, кого «вона могла кохати, можливо, вийшла заміж». У своєму листі до Сейра Франклін описала його як «ідеальну пару».

## Суперечки після смерті

### Полеміка навколо ДНК

#### Внесок у модель/структуру ДНК
Першим важливим внеском Франклін у модель, популяризовану Кріком і Вотсоном, стала її лекція на семінарі в листопаді 1951 року, де вона представила присутнім, серед яких був і Вотсон, дві форми молекули - тип А і тип В. Її позиція полягала в тому, що фосфатні одиниці розташовані в зовнішній частині молекули. Вона також визначила кількість води, що міститься в молекулі, відповідно до інших її частин - дані, які мають велике значення для стабільності молекули. Франклін був першим, хто виявив і сформулював ці факти, які стали основою для всіх подальших спроб побудувати модель молекули. Однак Вотсон, на той час необізнаний у хімії, не зміг осмислити цю важливу інформацію, і це призвело до побудови неправильної триспіральної моделі.
Інший внесок включав фотографію рентгенівської дифракції B-ДНК Фото 51), зроблену студентом Франкліна Гослінгом, яку Вілкінс коротко показав Вотсону в січні 1953 року, і звіт, написаний для візиту біофізичного комітету MRC до Кінгса в грудні 1952 року, який Перутц показав і Кріку, і Вотсону у Кавендішській лабораторії. Цей звіт MRC містив дані групи Кінгса, включаючи деякі роботи Франкліна і Гослінга, і був переданий Кріку, який працював над своєю дисертацією про структуру гемоглобіну, його науковим керівником Перуцем, членом комітету, що відвідав лабораторію.
Біографія Франклін Сейра містить історію в якій стверджується, що фотографію 51, про яку йде мова, Вілкінс показав Вотсону без дозволу Франклін і що це є випадком поганої наукової етики. Інші заперечують цю історію, стверджуючи, що Вілкінс отримав фотографію 51 від аспіранта Франклін Гослінга, оскільки вона покидала Кінгс, щоб працювати в Біркбеку. Нібито нічого поганого в цій передачі даних Вілкінсу не було оскільки директор Рендалл наполягав на тому, що вся робота з ДНК належить виключно Кінгу. Тому у листі він наказав Франклін припинити роботу над цим і надати свої дані. Горацій Фріланд Джадсон також натякнув, що Моріс Вілкінс вийняв фотографію з шухляди Франклін, але це також вважається невірним.
Так само Перутц не побачив «ніякої шкоди» в тому, що показав Кріку звіт MRC, який містив висновки аналізу рентгенівських даних Франклін і Гослінга, оскільки він не був позначений як конфіденційний, хоча «не очікувалося, що звіт потрапить до сторонніх очей». Дійсно, після публікації «Подвійної спіралі» Вотсона, яка викрила вчинок Перуца, він отримав стільки листів, у яких ставилося під сумнів його судження, що він відчув потребу як відповісти на них, так і опублікувати загальну заяву в Science, виправдовуючи себе тим, що він «недосвідчений і випадковий в адміністративних питаннях».
Перутц також стверджував, що інформація MRC вже була доступна команді Кембриджу, коли Вотсон відвідав семінар Франклін у листопаді 1951 року. Попередня версія значної частини важливого матеріалу, що містився в грудневому звіті MRC 1952 року, була представлена Франклін у доповіді, яку вона прочитала в листопаді 1951 року, і яку Вотсон відвідав, але не зрозумів.
Лист Перуца був, як уже було сказано, одним з трьох, опублікованих разом з іншими Вілкінсом і Вотсоном, в яких обговорювалися їхні різні внески. Вотсон пояснив важливість даних, отриманих зі звіту MRC, оскільки він не записав ці дані під час відвідування лекції Франклін в 1951 році. Підсумком усього цього було те, що коли Крік і Вотсон почали будувати свою модель у лютому 1953 року, вони працювали з критичними параметрами, визначеними Франклін 1951 року, які вони з Гослінгом значно уточнили 1952 року, а також з опублікованими даними та іншими даними, дуже схожими на ті, що були доступні в Кінгсі. Загалом вважалося, що Франклін ніколи не знала, що її робота була використана під час побудови моделі, але Гослінг, коли його запитали в інтерв’ю 2013 року, чи вірить він, що вона дізналася про це перед своєю смертю, сказав: «Так. О, вона знала про це».
У 2023 році неопублікована стаття для журналу Time в 1953 році показала два документи, які показали тісну співпрацю Франклін з Вотсоном і Кріком. Репортажі в Nature, Комфорт і Кобб запропонували нові докази в своїй статті про те, що Франклін була учасницею і «рівноправною гравчинею» у процесі, який призвів до відкриття молекулярної структури ДНК, зробивши висновок, що «відкриття структури ДНК розглядалося [у 1953 році] не як змагання, вигране Вотсоном і Кріком, а як результат спільних зусиль». Один рукопис, написаний Джоан Брюс, лондонською журналісткою Time, ніколи не був опублікований і зберігався серед паперів Франклін. Він був підготовлений за консультації з Франклін яка побачила, що наукова презентація Брюса недостатньо хороша для статті. Брюс чітко згадав, що «вони [Франклін і Вілкінс з Вотсоном і Кріком] об’єдналися, час від часу підтверджуючи роботу один одного або сперечаючись над спільною проблемою», і що Франклін часто «звіряла модель Кавендіша зі своєю власною X- променів, що не завжди підтверджує структурну теорію Кавендіша». Інший документ, лист Полін Ковен з Королівського коледжу, який запрошував Кріка відвідати лекцію Франкліна в січні 1953 року, показав, що Крік уже був знайомий з даними ДНК, доступними на той час. В інтерв’ю Science News Комфорт і Кобб погодилися, що ніколи не було крадіжки даних, оскільки дві команди охоче ділилися інформацією про свої дослідження.

#### Визнання її внеску в модель ДНК
Після завершення своєї моделі Крік і Вотсон запросили Вілкінса бути співавтором їх статті, що описує структуру. Вілкінс відхилив цю пропозицію, оскільки не брав участі в створенні моделі. Пізніше він висловив жаль, що не відбулося більш широкого обговорення співавторства, оскільки це могло б допомогти прояснити внесок роботи в Королівському університеті у відкриття. Немає сумніву, що експериментальні дані Франклін були використані Криком і Вотсоном для побудови своєї моделі ДНК у 1953 році. Дехто, зокрема Меддокс, пояснив це пропуск цитування тим, що це може бути питанням обставин, оскільки було б дуже важко процитувати неопубліковану роботу зі звіту MRC, який вони бачили.
Дійсно, чітке своєчасне підтвердження було б незручним, враховуючи неортодоксальний спосіб, у який дані передавалися з Кінга до Кембриджа. Проте методи були в наявності. Вотсон і Крік могли процитувати звіт MRC як особисте спілкування або процитувати статті Acta в пресі, або, найлегше, третю статтю Nature, про яку вони знали, була в пресі. Одним із найважливіших досягнень біографії Меддокса, яка отримала широке визнання, є те, що Меддокс добре сприйняв докази неадекватного визнання. «Таке визнання, яке вони дали їй, було дуже приглушеним і завжди пов’язане з ім’ям Вілкінса».
Через п’ятнадцять років після цього факту з’явилася перша чітка декламація внеску Франклін, яка пронизана розповіддю Вотсона «Подвійна спіраль», хоча вона була похована під описами (часто досить негативного) ставлення Вотсона до Франклін в період їхньої роботи над ДНК. Це ставлення втілюється в протистоянні між Вотсоном і Франклін через препринт помилкового рукопису ДНК Полінга. Слова Вотсон спонукали Сейр написати своє спростування, у якому весь дев’ятий розділ, «Переможець отримує все», має структуру юридичного запису, що розбирає та аналізує тему визнання.

Ранній аналіз Сейр часто ігнорували через феміністичний підтекст її книги. Вотсон і Крік не посилалися на рентгенівську дифракцію Вілкінса і Франкліна у своїй оригінальній статті, хоча вони визнають, що «були натхненні знанням загального характеру неопублікованих експериментальних результатів та ідей доктора М. Х. Ф. Вілкінса, доктора Р. Е. Франклін та їхніх колег з Королівського коледжу Лондона». Насправді Вотсон і Крік не цитували жодних експериментальних даних на підтримку своєї моделі. Публікація Франкліном і Гослінгом рентгенівського зображення ДНК у тому ж номері Nature послужила основним доказом:
Таким чином, наші загальні ідеї не суперечать моделі, запропонованій Вотсоном і Кріком у попередньому повідомленні.

#### Нобелівська премія
Франклін ніколи не був номінована на Нобелівську премію. Її робота була вирішальною частиною у відкритті структури ДНК, яка разом із подальшою пов’язаною роботою призвела до присудження Френсісу Кріку, Джеймсу Вотсону та Морісу Вілкінсу Нобелівської премії 1962 року. Франклін померла в 1958 році, і за її життя структура ДНК не вважалася повністю доведеною. Вілкінсу та його колегам знадобилося близько семи років, щоб зібрати достатньо даних для доведення та уточнення запропонованої структури ДНК. Більше того, її біологічне значення, запропоноване Вотсоном і Кріком, так і не було встановлено. Загальне визнання подвійної спіралі ДНК та її функції почалося лише наприкінці 1950-х років, що призвело до номінацій на Нобелівську премію з фізіології та медицини у 1960, 1961 та 1962 роках, а також на Нобелівську премію з хімії у 1962 році. Перший прорив був зроблений Метью Мезелсоном і Франкліном Шталем у 1958 році, які експериментально продемонстрували реплікацію ДНК бактерії Escherichia coli. У тому, що тепер відомо як експеримент Мезельсона-Сталя, було виявлено, що ДНК реплікується у дві дволанцюгові спіралі, причому кожна спіраль має одну з вихідних ланцюгів ДНК. Ця реплікація ДНК була твердо встановлена в 1961 році після подальшої демонстрації на інших видах і поетапної хімічної реакції. Згідно з листом Кріка-Монода 1961 року, цей експериментальний доказ, а також Вілкінс, який розпочав роботу з ДНК-дифракції, були причинами, чому Крік вважав, що Вілкінса слід включити до Нобелівської премії з ДНК.
У 1962 році Нобелівську премію згодом присудили Крику, Вотсону та Вілкінсу. Правила Нобелівської премії тепер забороняють посмертне номінування (хоча цей статут формально не діяв до 1974 року) або розподіл премій більш ніж трьома способами. Нагорода була присуджена за їхню роботу над нуклеїновими кислотами, а не виключно за відкриття структури ДНК. До моменту нагородження Вілкінс працював над структурою ДНК більше 10 років і багато зробив для підтвердження моделі Вотсона-Кріка. Крік працював над генетичним кодом у Кембриджі, а Вотсон кілька років працював над РНК. Вотсон припустив, що в ідеалі Вілкінс і Франклін отримали б Нобелівську премію з хімії. Полінг, який того року отримав Нобелівську премію миру, вважав і раніше попереджав Нобелівський комітет у 1960 році, що «цілком можливо, що присудження премії Вотсону і Кріку було б передчасним через існуючу невизначеність щодо детальної структури нуклеїнової кислоти. Я сам вважаю, що цілком ймовірно, що загальний характер структури Вотсона-Кріка є правильним, але є сумніви щодо деталей». Він був частково правий, оскільки альтернативу спаровування основ Вотсона-Кріка, яке називається спарюванням основ Гугстіна, яке може утворювати потрійний ланцюг ДНК, було відкрито Карстом Гугстіном 1963 року.
Аарон Клуг, колега Франклін і головний бенефіціар за її заповітом, був одноосібним лауреатом Нобелівської премії з хімії 1982 року «за його розвиток кристалографічної електронної мікроскопії та його структурне з’ясування біологічно важливих комплексів нуклеїнова кислота-білок». Ця робота була саме тією, яку почала Франклін і з якою вона познайомила Клюга, і дуже ймовірно, що, якби вона була жива, Франклін розділила б з ним Нобелівську премію.

#### Сучасні погляди на проблему

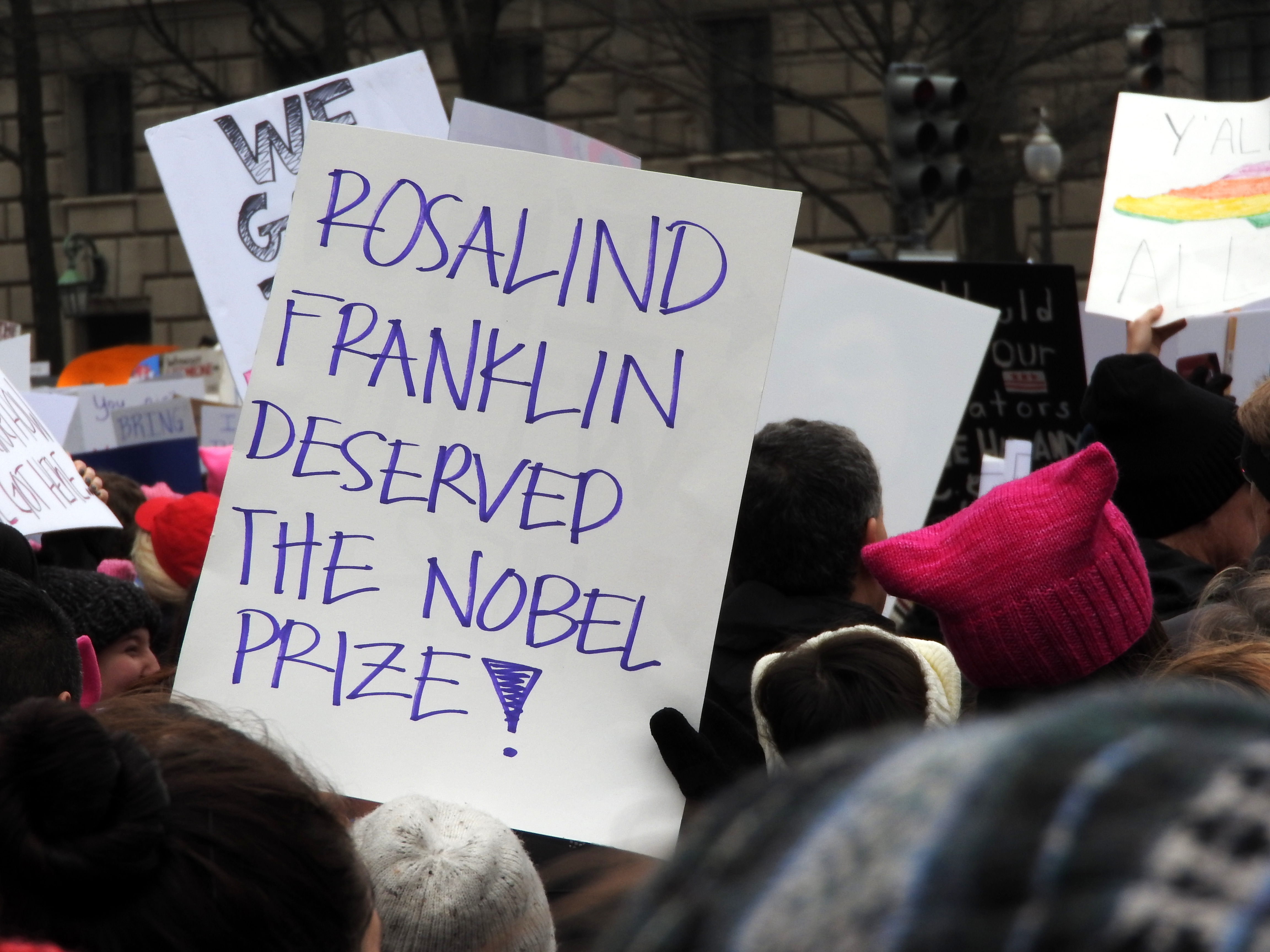
«Розалінд Франклін заслужила Нобелівську премію» - гасло акції 2019 р.)

У 2002 році вийшла книга Бренді Медокс «Розалінд Франклін: забута леді ДНК», в якій були висвітлені раніше невідомі подробиці роботи Розалінд Франклін та її причетності до відкриття структури ДНК.
Отримані Франклін дані, за словами Френсіса Кріка, були тим матеріалом, який використали фактично. Лист Кріка від 31 грудня 1961 Жаку Моно було знайдено в архівах Інституту Пастера Доріс Целлер, потім передруковано в «Nature Correspondence» 425, 15 (4 вересня 2003 р.). Вотсон підтвердив цю думку в його власній заяві про відкриття the King's college Franklin-Wilkins building в 2000 р..
Крім того, неопубліковані чернетки її робіт (написані в період боротьби з байдужим ставленням до її досліджень наукової спільноти Королівського коледжу Лондона) показують, що вона дійсно виявила B-форму спіралі ДНК. Однак у серії з трьох статей про ДНК в журналі Nature її роботу опублікували останньою, їй передувала стаття Вотсона і Кріка, в якій лише частково визнавалися докази Франклін на підтримку їхньої гіпотези. Про можливість того, що Франклін зіграла основну роль у формуванні гіпотези, не було відомо до тих пір, поки Вотсон не представив світу свою автобіографічну повість «Подвійна спіраль» у 1968 році, що пізніше надихнуло кількох людей на вивчення історії відкриття ДНК і вкладу Франклін в нього.
Перше в цьому списку — дослідження Роберта Олбі «Дорога до подвійної спіралі» — забезпечило інформацією з першоджерел всіх послідовників.
Зараз визнано, що робота Франклін забезпечила суттєву основу для визначення структури ДНК і що без її рентгенівських дифракційних картин і пов'язаного з ними аналізу ні Вотсон, ні Крік не змогли б відкрити структуру ДНК. Також беззаперечно, що Вотсон і Крік без особливих зусиль змогли зробити правильні висновки з роботи Франкліна. Її давній співробітник, майбутній лауреат Нобелівської премії Аарон Клуг, зміг показати зі своїх блокнотів, що 23 лютого вона надала доказ того, що обидві форми ДНК — A і B — це дволанцюгові спіралі. Єдине, чого їй бракувало, це знання того, що пари основ ДНК несуть генетичний код. Цей висновок зробили Вотсон і Крік 28 лютого 1953 року після того, як Вотсон пізніше описав у «Подвійній спіралі» — вони отримали доступ до своїх важливих даних рентгенівської дифракції без відома Франклін.
Незважаючи на важливість досліджень Франклін, її так і не номінували на Нобелівську премію. Вотсон, Крік і Вілкінс здобули Нобелівську премію в 1962 році «за відкриття молекулярної структури нуклеїнових кислот і їх значення для передачі інформації в живих істотах». Важливо, що у своїх промовах на вручення Нобелівської премії ні Вотсон, ні Крік жодним словом не згадали Франклін, яка померла чотири роки тому, та її ключову роль у з'ясуванні структури ДНК.
З іншого боку, Аарон Клуг, який працював з Франклін в останні роки її життя, згадав Розалінд Франклін через двадцять років, у 1982 році, у своїй промові на вручення Нобелівської премії. Він підкреслив, наскільки вона була для нього прикладом для наслідування, і підкреслив своє переконання, що вона також була б удостоєна цієї найбільшої наукової нагороди, якби прожила досить довго.

### Полеміка навколо сексизму
Суперечності, які оточували фігуру Франклін за життя, з'ясувалися тільки після її смерті. Вона працювала в товаристві вчених, яке визнавало жінок-вчених, але все-таки і в ньому зустрічалися як усвідомлені, так і неусвідомлені прояви дискримінації жінок-учених. Такого роду прояви дискримінації пронизують мемуари Вотсона «Подвійна спіраль», в яких він применшує значення досліджень Франклін і дуже часто поблажливо називає її ім'ям «Розі», яке вона ніколи не використовувала.
Пізніше Френсіс Крік визнає: «Боюся, що ми завжди ставилися до неї, скажімо, поблажливо». Колега з Кембриджу, Пітер Кавендіш, писав у листі: «Передбачається, що всю роботу проводив Вілкінс, а міс Франклін, очевидно, дурепа». Єдиний завідувач лабораторії, який нібито підтримував її, Джон Рендал, багатозначно сказав їй «припинити роботу з дослідження нуклеїнової кислоти», коли вона пішла з лабораторії Королівського коледжу.
У біографії Франклін, написаній у 1975 році Анною Сейр (подругою, яка дійсно знала Франклін), стверджується, що Розалінд Франклін зазнавала дискримінації за статевою ознакою в Королівському коледжі. Серед прикладів, наведених як докази такого ставлення, був наступний: співробітники-чоловіки Королівського коледжу снідали в «великих, зручних, прихованих від сторонніх очей їдалень», тоді як жіночий персонал усіх рангів «снідав у студентській їдальні або поза університетом». Інші біографи говорять інше: більшість членів дослідницької групи зазвичай снідали разом (включаючи Франклін) у загальній їдальні, описаної нижче. Існувала їдальня виключно для чоловічого користування (що було звичайною справою для інших коледжів Лондона в той час) і «змішана» їдальня з видом на Темзу, і багато чоловіків-дослідників, за наявними даними, відмовлялися користуватися їдальнею для чоловіків через чисельну перевагу там богословів.
Інше звинувачення, що стосується статі, — чисельна дискримінація — в групі Джона Рендалла була лише одна жінка-науковець. І навпаки, захисники дослідницької групи Королівського колледжа стверджують, що за стандартами того часу жінки становили досить значну частину групи: 8 жінок з 31 співробітника, близько до співвідношення 1:3, хоча і не всі з них були провідними науковими співробітниками.

Протягом багатьох десятиліть образ Розалінд Франклін, який склався у нащадків, визначав Джеймс Вотсон. Його оповідання «Подвійна спіраль», опубліковане в 1969 році, вже на перших сторінках містить визнання, що розшифровка ДНК була справою не трьох, а «п'яти людей», а саме — в його порядку — Моріса Вілкінса, Розалінд Франклін, Лайнуса Полінга, Френсіса Кріка і самого Джеймса Вотсона. І хоча його успіх ґрунтувався на дослідженнях Франклін, він описав її, яку завжди поблажливо називав у своїй книзі «Розі» — принизливе прізвисько, яке вона категорично відкидала протягом усього свого життя, — такими сексистськими словами:
«Вона нічого не робила, щоб підкреслити свої жіночі якості. Незважаючи на гострі риси обличчя, вона не була непривабливою, і навіть була б розкішною, якби виявила бодай найменший інтерес до свого одягу. Але вона цього не робила. Вона навіть не користувалася помадою, колір якої міг би контрастувати з її прямим чорним волоссям, і в свої тридцять один рік носила такий же невигадливий одяг, як і будь-який англійський підліток у синіх панчохах. У цьому відношенні Розі можна легко уявити як продукт незадоволеної матері, яка вважала дуже бажаним, щоб інтелігентні дівчата опановували професії, які врятують їх від шлюбу з нудними чоловіками».
Вотсон був слухачем колоквіуму Франклін, присвяченого рентгеноструктурним дослідженням ДНК, на основі яких була створена його перша, ще недосконала модель ДНК, побудована разом з Кріком. Пізніше Вотсон згадував лекцію Франклін такими словами:
«Я на мить замислився, як би вона виглядала, якби зняла окуляри і спробувала щось нове у зачісці».
Біограф Вотсона Ернст Петер Фішер зафіксував розбіжність між картиною, намальованою біографами Розалінд Франклін, і тією, яку створив сам Вотсон, і вибачився за це так:
«Залишається незрозумілим, як Розалінд Франклін, яку її біографи змальовують як інтелектуальну, ідеалістичну, жваву і здатну на переживання, могла стати загрозливою „темною леді“ свого часу і у зв'язку з Вілкінсом, яку пережив Джим [Вотсон], а потім також у такому вигляді включив у свою книгу. Його не можна звинувачувати в тому, що він не зміг впоратися зі складною ситуацією, будучи недосвідченим 20-річним юнаком, що пов'язано як з історичним періодом — ми перебуваємо в післявоєнній Англії — так і з його особистим статусом. Розмови між чоловіками і жінками і так нелегкі». «Наскільки складною мала бути розмова між незрілим 24-річним юнаком і зрілою „темною красунею“? Як і всі чоловіки, Джим, напевно, боявся жінок з такими характеристиками, особливо коли вони раптово входили в чоловічий світ».
Незважаючи на такі прозріння, образ Розалінд Франклін у нащадків довгий час залишався під впливом негативних кліше з наративу Вотсона. Цей факт визнав сам Вотсон у своій книзі:
«Розалінд Франклін померла 1958 року у віці 37 років. Оскільки мої перші враження про неї (записані в цій книзі) — як особисті, так і наукові — виявилися значною мірою помилковими, я хотів би сказати тут дещо про її наукові досягнення. Її рентгенівські дослідження в лабораторії Кінгса дедалі частіше визнають видатними. Одного лише факту, що вона розрізнила А і В форми ДНК, було б достатньо, щоб зробити її знаменитою. Але її досягнення стало ще більшим, коли в 1952 році вона використала методи суперпозиції Паттерсона, щоб довести, що фосфатні групи повинні знаходитися на зовнішній стороні молекули ДНК. …. Тепер я очолював кафедру в Штатах і не міг бачитися з нею так часто, як з Френсісом, до якого вона часто навідувалася за порадою або, коли вона робила щось особливо гарне, щоб переконатися, що він погоджується з її міркуваннями. Всі наші попередні сварки давно забулися, і ми обидва навчилися цінувати її особисту щирість і великодушність. Занадто пізно, через кілька років, ми зрозуміли, через які труднощі доводиться проходити розумній жінці, щоб бути визнаною вченими, які часто вважають, що жінки відволікають їх від серйозних роздумів. Чесність і зразкова мужність Розалінд стали очевидними для всіх, хто був свідком того, як, хоча вона знала, що невиліковно хвора, вона ніколи не скаржилася і продовжувала свою роботу на високому рівні аж до кількох тижнів перед смертю».
У своїй книзі 1997 року, присвяченій відкриттю ДНК, Пол Стратерн писав про Розалінд Франклін, до якої він — на відміну від її колег-дослідників-чоловіків — звертався просто на ім'я:
«Розалінд була високоінтелектуальною і дуже привабливою, навіть якщо вона не користувалася косметикою і не одягалася шикарно. Але Британія в 1950-х роках все ще перебувала в кам'яному віці в тому, що стосувалося стосунків між статями. Вілкінс просто не знав, що робити з жінкою у своїй лабораторії».
Це сприйняття видатної жінки-вченої, зведене до зовнішнього вигляду, призвело до того, що Франклін тепер розглядають як яскравий приклад дискримінації жінок у науці (ефект Матильди), що врешті-решт призвело до визнання її внеску в розшифровку ДНК, хоч і з запізненням. Той факт, що її ім'я тепер відоме ширшій публіці, також можна простежити завдяки документальному фільму, який транслювала Бі-Бі-Сі в 1987 році в серіалі «Горизонт», у якому її роль виконувала Джульєт Стівенсон, а Джефф Голдблюм — Джеймса Вотсона. Її ім'я носить житловий будинок для аспірантів Ньюнемського коледжу, а в саду на вулиці є бюст, присвячений Розалінд Франклін. У Національній портретній галереї в Лондоні її фото висить поряд із фотографіями Вотсона, Вілкінса та Кріка. 2000 року Королівський коледж відкрив будівлю Франклін-Вілкінса на честь Моріса Вілкінса, який пропрацював там понад півстоліття, та Розалінд Франклін, яка пропрацювала там трохи більше двох років, але так і не відчула себе комфортно.

## Посмертні визнання та відзнаки

### Велика премія Горвіц
У 2008 році через 50 років після своєї смерті Франклін нагороджено Почесною премією Горвіц.

### Дослідницька стипендія Розалінд Франклін
В Університеті Гронінгена в Нідерландах у 2002 році для сприяння жінкам у науці була започаткована п'ятирічна стипендія Розалінд Франклін (дослідницька стипендія). Добре фінансована стипендія має на меті допомогти створити більше жінок-професорів природничих наук.

### Університет Розалінд Франклін

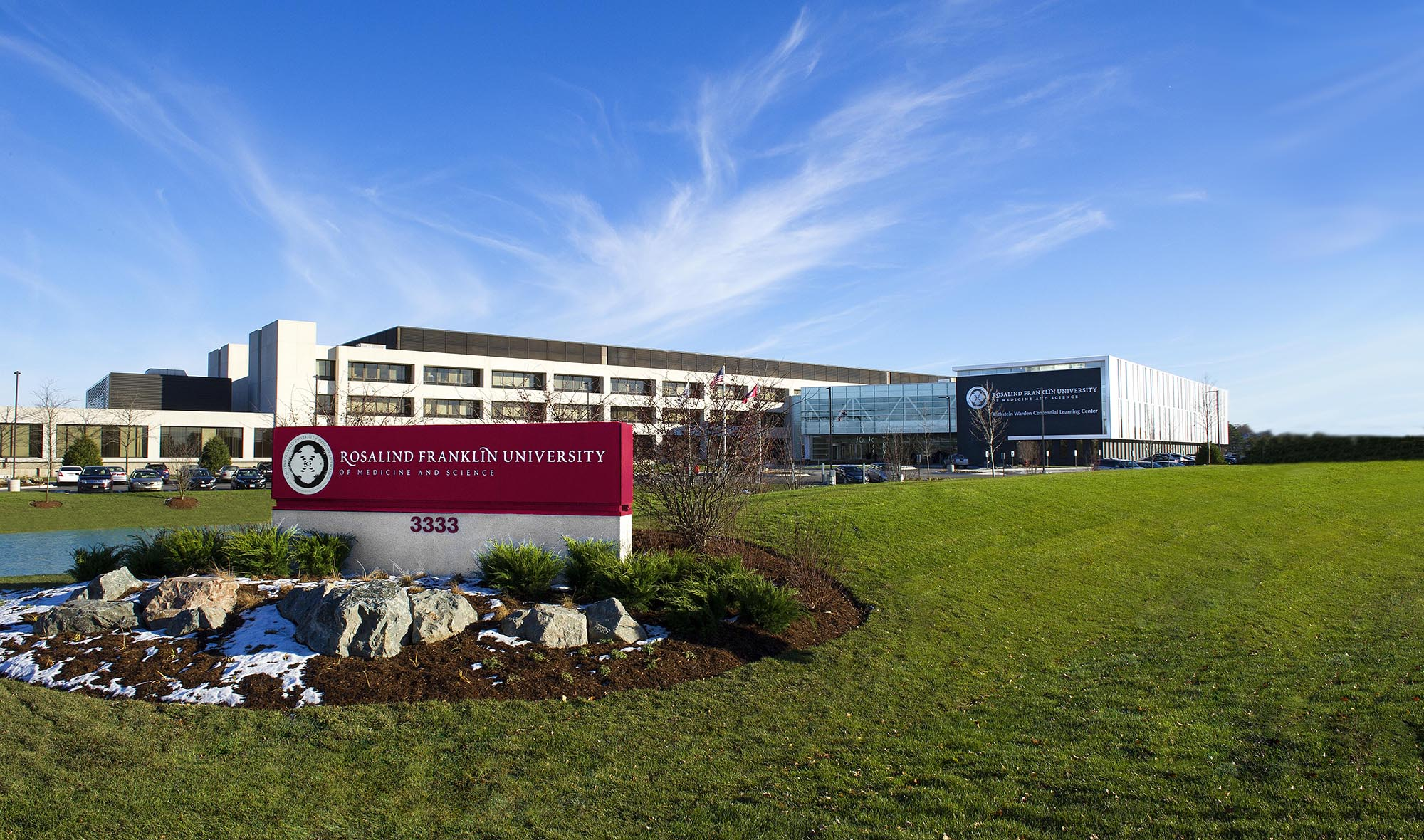
Університет медицини та науки Розалінд Франклін (2013)

У 2004 році Університет медичних наук Фінча, розташований у Північному Чикаго, округ Лейк, штат Іллінойс, змінив назву на Університет медицини та науки Розалінд Франклін. На логотипі університету зображено фотографію Розалінд Франклін 51, яка мала вирішальне значення для з'ясування структури ДНК.

### Інститут Розалінд Франклін в Оксфорді
2018 року Британський Інститут Розалінд Франклін (RFI) заснували на території науково-інноваційного кампусу Гарвел на південь від Оксфорда. Він знаходиться поблизу великого джерела синхротронного випромінювання (Diamond Light Source), джерела рентгенівського випромінювання, і призначений для обслуговування біологічних досліджень з використанням найсучасніших технологій. Одним з її перших проєктів є розробка надшвидкої камери з високою роздільною здатністю для дослідження тканин.

### Премія Королівського товариства Розалінд Франклін
Із 2003 року Лондонське королівське товариство з метою заохочення жінок у науці та техніці вручає премію Розалінд Франклін.

### Медаль і премія Розалінд Франклін Інституту фізики
З 2008 року Інститут фізики щорічно присуджує медаль і премію Розалінд Франклін за застосування фізики в біології.

### Блакитна табличка в Лондоні

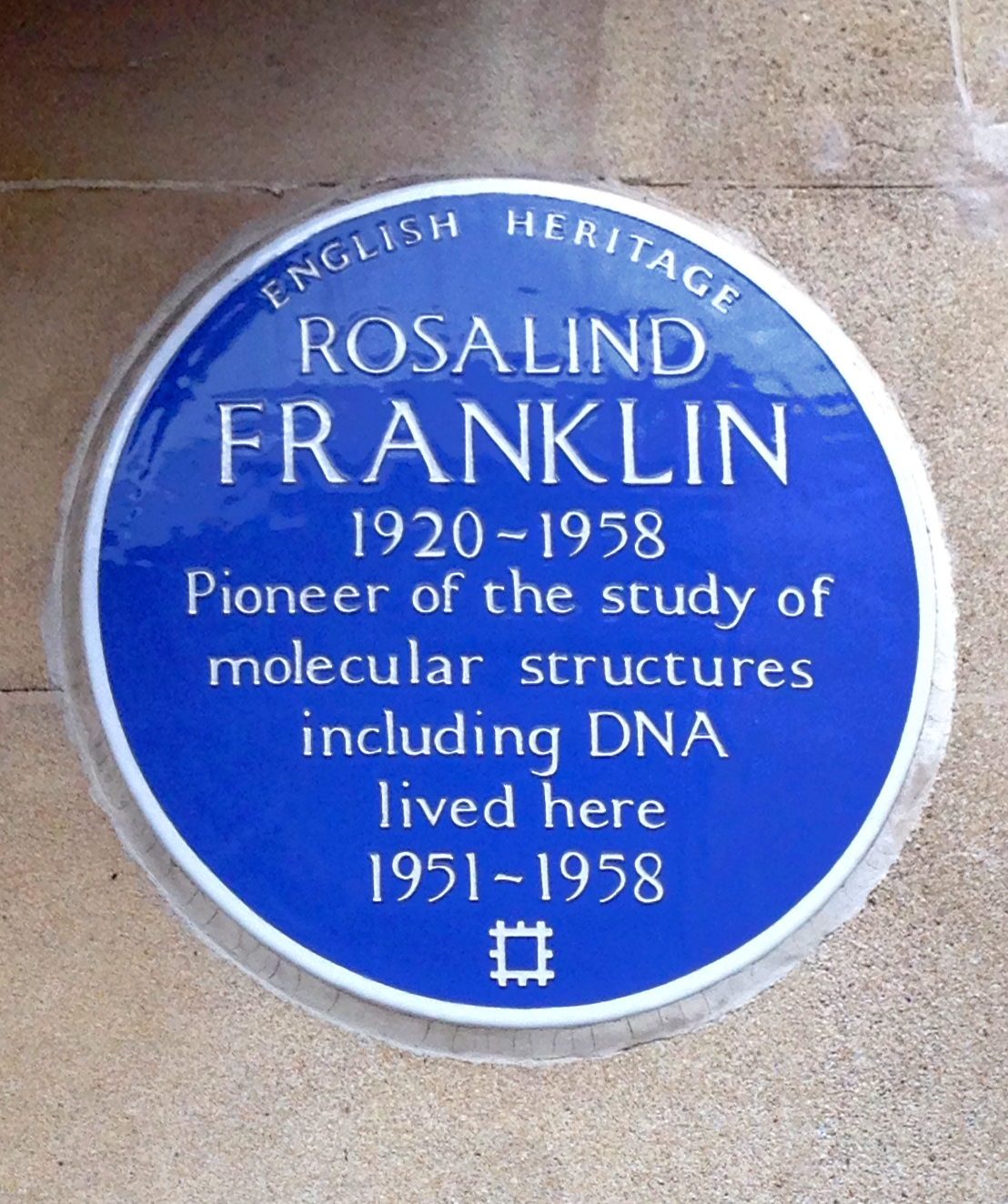
Блакитна табличка англійської спадщини на Донован Корт у Лондоні

У 1992 році в пам'ять про Франклін на Донован Корт у лондонському Королівському районі Кенсінгтон і Челсі було встановлено блакитну дошку.

### Вулиці Розалінд Франклін

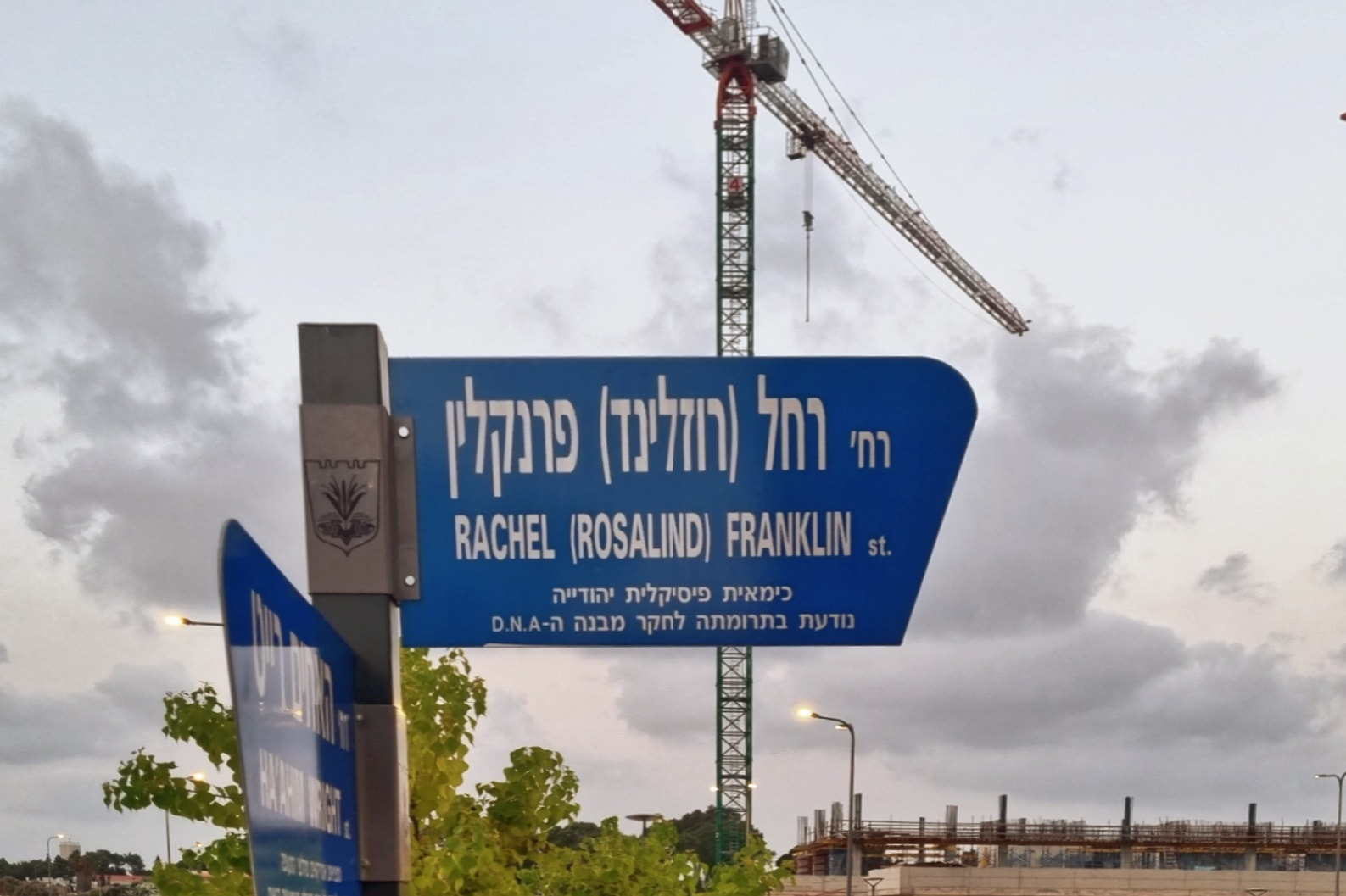
Вулиця Розалінд Франклін у місті Нетанія (Ізраїль)

У кількох європейських країнах на честь Франклін назвали вулиці, як-от Rue Rosalind Franklin у Палезо. У Німеччині, наприклад, така вулиця є в місті в Кілі, де 31 жовтня 2016 року на честь Розалінд Франклін Кільський університет Крістіана Альбрехта та його медичний факультет, а також університетська лікарня Шлезвіг-Гольштейна назвали вулицю в межах університетської лікарні. Так ініціатори хотіли відзначити її як піонерку та взірця для наслідування молекулярно-генетичної медицини. Також вулиця Розалінд-Франклін-Штрассе є в Геннефі, а з 2018 року вона також знаходиться в науковому містечку Мютценберга в Єні, а в 2019 році Ганновер вирішив назвати її вулицю в Кірхроде-Бемероде-Вюльфероде.

### Марсохід ESA Розалінд Франклін
На честь Франклін було названо марсохід Розалінд Франклін. Апарат буде відправлено на Марс Європейським космічним агентством ЄКА, щоб шукати там сліди життя.

### Театральна вистава «Фото 51»
Прем'єра п'єси «Фото 51» американської письменниці Анни Зіглер, яка розповідає історію життя Франклін, відбулася в Vernacular Theatre в Меріленді в 2008 році та в Ensemble Studio Theatre в Нью-Йорку 27 жовтня 2010 року. 2015 року режисер театру і кіно Майкл Ґрандадж поставив п'єсу з Ніколь Кідман у лондонському Вестенді. У січні 2016 року було оголошено, що Ґрандадж також хоче зняти п'єсу з Кідман. У Німеччині «Фото 51» була показана в English Theatre Berlin у 2012 році. Німецькомовна прем'єра під назвою «Photo 51» відбулася в січні 2017 року в Ernst-Deutsch-Theater у Гамбурзі.

### Пісня «Розалінд»
У рамках свого альбому «Meere» співачка Вільгельміна випустила пісню «Rosalind», яка розповідає про Розалінд Франклін.

### Інші відзнаки

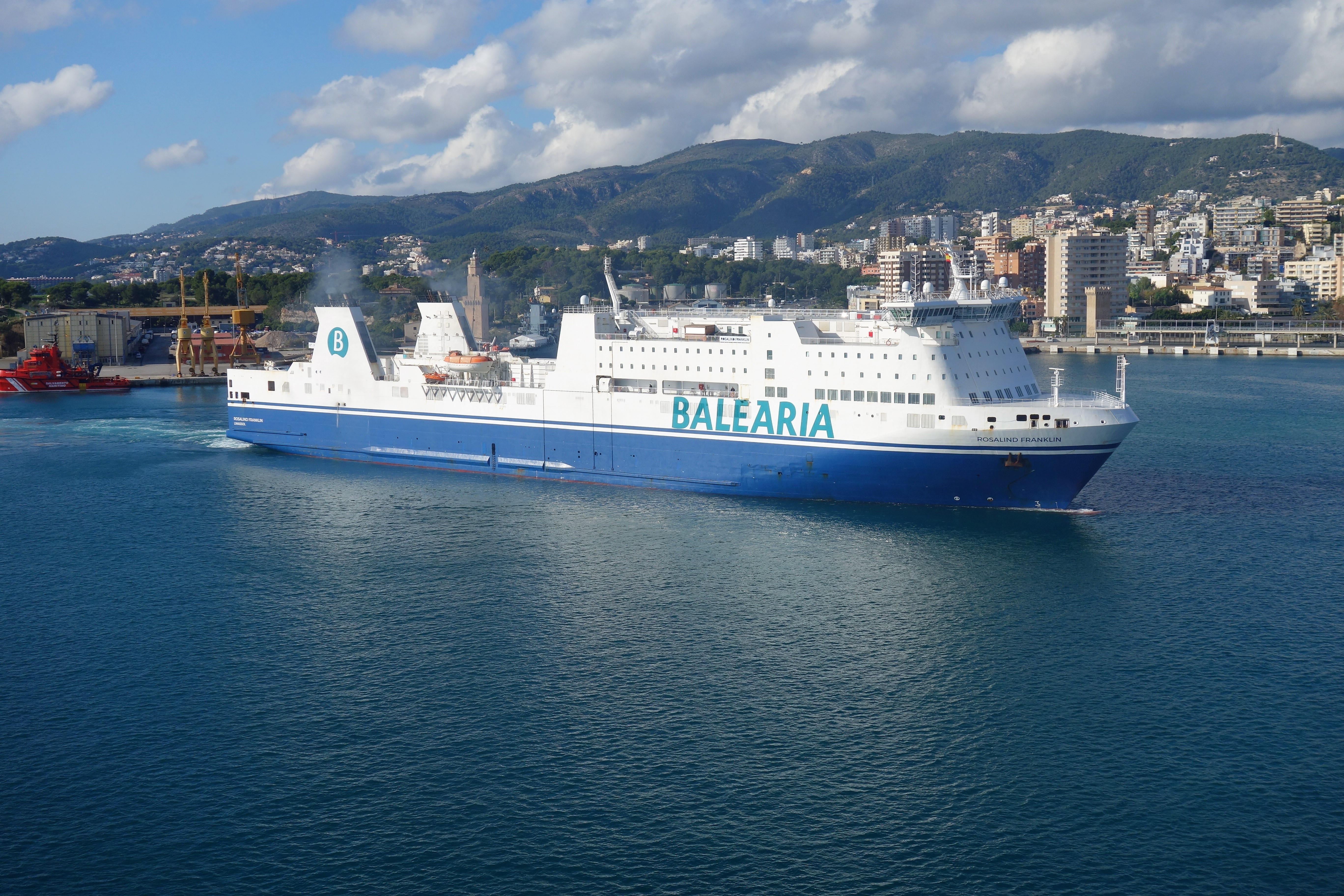
Корабель «Розалінд Франклін» поблизу Пальма-де-Мальорки

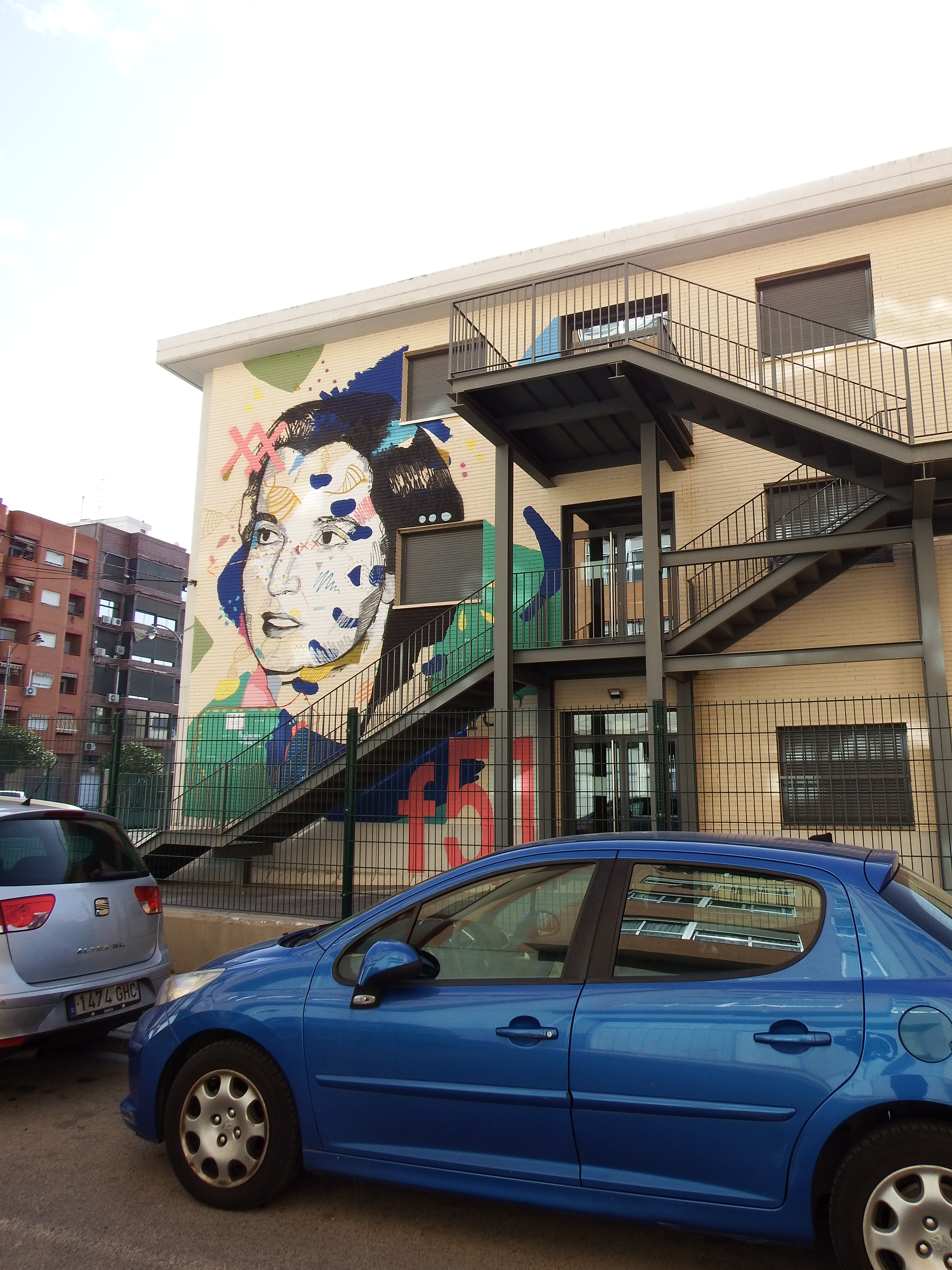
Мурал з зображенням Розалінд Франклін у місті Валенсія (Іспанія)

- 1982 — товариство Йота-Сігма-Пі призначила Франклін почесною учасницею[191].
- 1992 — на будинку, в якому виросла Франклін, розміщено почесний знак[188].
- 1993 — в сорокову річницю відкриття ДНК Королівський коледж Лондона встановив меморіальну дошку в кампусі Strand, що відзначає внесок коледжу у відкриття.
- 1995 — Ньюнемський коледж назвав в честь Розалінд Франклін будинок, в саду якого було поставлено її бюст[188].
- 1997 — Школа кристалографії Лондонського університету Біркбек відкрила лабораторію ім. Розалінд Франклін[192].
- 1998 — Національна портретна галерея додала портрет Розалінд Франклін до портретів Френсіса Кріка, Джеймса Вотсона та Моріса Вілкінсона[188][193].
- 2000 — Королівський коледж Лондона на честь роботи Франклін і Вілкінсона в коледжі відкрив будівлю Франклін-Вілкінса[188].
- 2001 — Національний інститут раку США для жінок у науці встановив премію Розалінд Франклін[194].
- 2004 — університет Гронінгена в Нідерландах організував співдружність Розалінд Франклін, щоб надавати підтримку молодим і багатообіцяючим жінкам-дослідникам.
- 2005 — висічені слова-нагадування про внесок на скульптурі ДНК, яку подарував Джеймс Вотсон і яка перебувала в Тіркілл-Корт коледжу Клер в Кембриджі.
- 2012 — на честь Розалінд Франклін названо проєкт з онлайн-навчання біоінформатики, програмування та молекулярної біології Rosalind.

### Публікація про ДНК 1953 року
- R.E. Franklin, R.G. Gosling: Molecular configuration in sodium thymonucleate. in: Nature. London 171.1953 (25.Apr), 740—741. ISSN 0028-0836

### Біографії
- Anne Sayre: Rosalind Franklin and DNA. W. W. Norton & Co., New York 1975.
- Jenifer Glynn: Rosalind Franklin, 1920—1958. in: E. Shils, C. Blacker (Hrsg.): Cambridge Women — Twelve Portraits. University Press, Cambridge 1995, ISBN 0-521-48287-9
- Brenda Maddox: Rosalind Franklin. Die Entdeckung der DNA oder der Kampf einer Frau um wissenschaftliche Anerkennung. Campus, Frankfurt am Main 2002, ISBN 3-593-37192-8 (Zitiert sind S. 25, S. 42)
- Svetlana Bandoim: Gender Bias in Science, an Analysis of the Careers of Kathleen Lonsdale, Dorothy Hodgkin, and Rosalind Franklin, OCLC 75182013 (Thesis (B.S.), Butler University Indianapolis, 2006).
- Jenifer Glynn: My Sister Rosalind Franklin: A Family Memoir. Oxford University Press, New York 2012, ISBN 978-0-19-969962-9.

### Нариси
- Moritz Aisslinger: Sie war's. Untertitel: Anfang der Fünfzigerjahre: Die Forscherin Rosalind Franklin kommt dem Geheimnis des Lebens ganz nahe. Doch drei Männer betrügen sie um den Lohn ihrer Arbeit — und erhalten den Nobelpreis. In: Die Zeit Nr. 42 vom 13. Oktober 2022, S. 15–17 (Mit Aktualisierungen in der online-Version am 16.10.)[195]
- Matthew Cobb: Sexism in science: did Watson and Crick really steal Rosalind Franklin's data?, The Guardian, 23. Juni 2015, Online.
- Lynne Elkin: Rosalind Franklin and the Double Helix, Physics Today, Band 56, März 2003, S. 42.
- Aaron Klug: Rosalind Franklin and the Discovery of the Structure of DNA, Nature, Band 219, August 1968, S. 808—810, 833—844.
- Aaron Klug: Rosalind Franklin and the Double Helix, Nature, Band 248, April 1974, S. 78.
- Brenda Maddox: The double helix and the «wronged» heroine, Nature, Band 421, 2003, S. 407—408.